# Zgodovina Poljske
Zgodovina Poljske je dolga več kot tisoč let. Začela se je z združevanjem prvih srednjeveških poljskih plemen in se nadaljevala z njihovim pokristjanjevanjem v zgodnji kneževini, poljsko zlato dobo, v kateri se je država razširila in postala ena največjih evropskih sil, njenim propadom in delitvijo, dvema svetovnima vojnama, socializmom in vzpostavitvijo demokracije leta 1989.
Korenine poljske zgodovine je mogoče slediti do starega veka, ko je bilo ozemlje sedanja Poljske naseljeno z različnimi plemeni, vključno s Kelti, Skiti, Germani, Sarmati, Slovani in Balti. Najbližji predniki etničnih Poljakov so bili zahodnoslovanski lehitski Poljani, ki so začeli v zgodnjem srednjem veku ustanavljati prva stalna naselja. Poljani, katerih ime pomeni »ljudstvo, ki živi na odprtih poljanah«, so bili dominantno ljudstvo v regiji in dali Poljski svoje ime.
V 10. stoletju je nastala prva vladarska dinastija, Pjasti. Za de facto ustanovitelja poljske države se šteje knez Mješko I. (vladal okoli 960-992), znan po privzemu zahodnega krščanstva leta 966. Mješkov sin Boleslav I. Hrabri je z vojsko znatno razširil očetovo domeno in jo leta 1025 pretvoril v kraljevino. Najuspešnejši in zadnji monarh iz dinastije Pjastov, Kazimir III. Veliki, je vladal v obdobju gospodarskega razcveta in ozemeljske širitve kraljevine in leta 1370 umrl brez moškega naslednika. 
Pjastom je sledila Jagelonska dinastija, ki je vladala od 14. do 16. stoletja, se tesno povezala z Litvo, doživela poljsko renesanso in nadaljevala širjenje države. Polonizacija kraljevine je dosegla vrh z ustanovitvijo poljsko-litovske Republike obeh narodov leta 1569, s čimer je postala ena največjih evropskih držav.
Republika obeh narodov je uspela vzdrževati raven blaginje, doseženo v obdobju Jageloncev, medtem ko je njen politični sistem dozorel v edinstveno plemiško demokracijo z voljenim kraljem. Sredi 17. stoletja je ogromna država začela propadati zaradi uničujočih vojn in propadanje njenega političnega sistema. V poznem 18. stoletju so bile uvedene pomembne notranje reforme, med njimi prva evropska ustava, sprejeta 3. maja 1791. Veljala je zelo malo časa, ker sosednje sile niso dovolile naprednih reform. Republika obeh narodov je razpadla leta 1795 po nizu invazij in delitev poljskega ozemlja med Ruskim carstvom na vzhodu, Kraljevino Prusijo na zahodu in Habsburško monarhijo na jugu. Od leta 1795 do 1918 ni obstajala nobena resnično neodvisna poljska država, četudi so delovala močna poljska odporniška gibanja. Priložnost za ponovno pridobitev suverenosti se je uresničila šele po prvi svetovni vojni, ko so bile vse tri imperialistične sile v vojni in revoluciji usodno oslabljene. 
Leta 1918 je bila ustanovljena Druga poljska republika in je kot neodvisna država obstajala do leta 1939, ko sta Poljsko napadli nacistična Nemčija in Sovjetska zveza. Napad je pomenil začetek druge svetovne vojne. Med nacistično okupacijo od leta 1939 do 1945 je med načrtovanim genocidom in iztrebljanjem umrlo več milijonov poljskih državljanov različnih veroizpovedi in narodnosti. Poljska vlada v izgnanstvu je kljub temu delovala vso vojno, Poljaki pa so prispevali k zmagi zaveznikov s sodelovanjem v vojaških akcijah tako na vzhodni kot na zahodni fronti. Napredovanje sovjetske Rdeče armade proti zahodu v letih 1944 in 1945 je prisililo sile nacistične Nemčije, da so se umaknile iz Poljske. Sledila je ustanovitev satelitske socialistične države, od leta 1952 znane kot Ljudska republika Poljska.
Zaradi teritorialnih prilagoditev na zahtevo zaveznikov ob koncu druge svetovne vojne leta 1945, se je geografsko težišče Poljske premaknilo proti zahodu. Na novo opredeljena poljska država je v veliki meri izgubila svoj zgodovinski večetnični značaj. V poznih 80. letih dvajsetega stoletja je poljsko reformno gibanje Solidarnost postalo ključnega pomena za miren prehod iz načrtnega gospodarstva in socialistične države v kapitalistični gospodarski sistem in liberalno parlamentarno demokracijo. V tem procesu je bila leta 1989 ustanovljena moderna Tretja poljska republika.

## Prazgodovina in zgodovina do zgodnjega srednjega veka
V prazgodovini, kameni, bronasti in železni dobi se je ozemlje sedanje Poljske razvijalo podobno kot okoliške regije. 
V neolitskem obdobju so priseljenci iz Podonavja okoli leta 5500 pr. n. št. s seboj prinesli kulturo linearne keramike. V tej kulturi so se na poljskem ozemlju izoblikovale prve stalno naseljene kmečke skupnosti. V obdobju od okoli 4400 in 2000 pr. n. št. so staroselci v pozni kameni dobi še bolj razvili kmečki način življenja.
Poljska zgodnja bronasta doba se je začela okoli 2400–2300 pr. n. št., železna doba pa okoli 750–700 pr. n. št. Ena od mnogo odkritih kultur, lužiška kultura v bronasti in železni dobi, je zapustila več naselij. Okoli leta 400 pr. n. št. so poljsko ozemlje naselili Kelti latenske kulture. Kmalu zatem so se pod vplivom najprej Keltov in nato Rimskega cesarstva razvile nove kulture z močno germansko komponento. Okoli leta 500 so se v času velikih evropskih selitev germanska ljudstva izselila. Gozdnate regije na severu in vzhodu so naselili Balti.
Nekaj arheoloških raziskav kaže, da so Slovani na sodobnem poljskem ozemlju naseljeni samo 1500 let. Nedavne genetske študije so pokazale, da so med sedanjimi prebivalci Poljske tudi potomci staroselcev, začenši v zgodnjim neolitikom. Po drugih arheoloških in jezikoslovnih raziskavah so bila zgodnja slovanska ljudstva v delih Poljske verjetno prisotna že veliko prej in so bila morda povezana s starodavno pševorsko in zarubinsko kulturo 3. stoletja pr. n. št. Nekatere slovanske skupine so morda prišle z vzhoda v kasnejših obdobjih. Domneva se, da so zgodnji slovanski narodi in jeziki morda izvirali iz Polesja, ki vključuje območje okoli belorusko-ukrajinske meje, dele zahodne Rusije in dele vzhodne Poljske.
Zahodnoslovanska in lehitska ljudstva ter vsi preostali manjšinski klani v starodavnih poljskih deželah so bili organizirani v plemena. Več njihovh imen je na seznamu, ki ga je sestavil anonimni bavarski geograf v 9. stoletju. V 9. in 10. stoletju so ta plemena ustvarila razvite regije ob zgornji Visli, obali Baltskega morja in v Velikopoljski. V 10. stoletju je obsežna združitev plemen v Velikopoljski omogočila oblikovanje trajne politične strukture, ki je kasneje postala država Poljska.

## Obdobje Pjastov (10. stoletje–1385)

### Mješko I.
Dinastija Pjastov, ustanoviteljica poljske države, je vladala od 10. do 14. stoletja. Zgodovinski zapisi kot ustanovitelja dinastije in države omenjajo vojvodo Mješka, katerega vladanje se je začelo malo pred letom 963 in nadaljevalo do njegove smrti leta 992. Mješko se je po poroki s princeso Dubravko Češko, vneto kristjanko, leta 966 pokristjanil. Dogodek je znan kot »krst Poljske«, datum pa se pogosto simbolično šteje za začetek poljske državnosti. Mješko je dokončal združevanje lehitskih plemen, potrebno za obstoj nove države. Po Mješku je Poljski vladal niz vladarjev, ki so prebivalstvo spreobrnili v krščanstvo, ustvarili močno kraljestvo in gojili značilno poljsko kulturo, integrirano v širšo evropsko kulturo.

### Boleslav I. Hrabri
Mješkov sin, knez Boleslav I. (vladal 992-1025), je ustanovil poljsko cerkveno strukturo, si prizadeval osvojiti nova ozemlja in bil ob koncu svojega življenja leta 1025 uradno kronan za prvega poljskega kralja. Prizadeval si je razširiti krščanstvo v poganske dele vzhodne Evrope, vendar je doživel neuspeh, ko je bil leta 997 v Prusiji ubit njegov največji misijonar Adalbert Praški. Na kongresu v Gnieznu leta 1000 je sveti rimski cesar Oton III. priznal nadškofijo Gniezno, ključno za obstoj suverene poljske države. Med vladavino Otonovega naslednika Henrika II. se je Boleslav od leta 1002 in 1018 vojskoval s Kraljevino Nemčijo.

### Kazimir I., Boleslav II. in Boleslav III.
Ekspanzionistična politika Boleslava I. je preobremenila vire zgodnje poljske države in sledil je propad monarhije. Pod Kazimirjem I. Obnoviteljem (vladal 1039-1058) je začela država okrevati. Kazimirjev sin Boleslav II. Velikodušni (vladal 1058–1079) se je zapletel v konflikt s ščerpanskim škofom Stanislavom, ki je na koncu povzročil njegov propad. Boleslava je poljska cerkev izobčila zaradi obtožb prešuštva, zato je leta 1079 ukazal umoriti škofa. Umor je sprožil upor poljskih plemičev, kateremu sta sledila Boleslavova odstavitev in izgon iz države. Okoli leta 1116 je Gallus Anonimus napisal kroniko Gesta principum Polonorum (Dejanja poljskih knezov), namenjeno poveličevanju njegovega zaščitnika Boleslava III. Krivoustega (vladal 1107–1138), vladarja, ki je obudil tradicijo vojaškega junaštva iz časa Boleslava I. Gallusovo delo je še vedno najpomembnejši pisni vir za zgodnjo zgodovino Poljske.

### Razdrobitev kraljestva
Boleslav III. je v svoji oporoki iz leta 1138 razdelil Poljsko med svoje sinove. Notranja razdrobljenost Poljske v 12. in 13. stoletju je razjedla dinastične strukture Pjastov. Leta 1180 je Kazimir II. Pravični, ki je zahteval papeževo potrditev svojega statusa nadvojvode, na kongresu v Łęczyci poljski cerkvi podelil dodatne imunitete in privilegije. Okoli leta 1220 je Vincenc Kadlubek napisal svojo Kroniko poljskih kraljev in knezov, še en pomemben vir za zgodnjo poljsko zgodovino.
Leta 1226 je eden od regionalnih pjastovskih vojvod, Konrad I. Mazovski, povabil Tevtonske viteze, da bi mu pomagali v boju proti baltskim pruskim poganom. Tevtonski red je uničil Pruse, vendar je obdržal njihovo ozemlje, kar je povzročilo večstoletna vojskovanja med Poljsko in Tevtonskimi vitezi ter pozneje med Poljsko in nemško prusko državo. 
Leta 1240 se je začela prva mongolska invazija na Poljsko, ki je dosegla vrhunec s porazom poljskih in zavezniških krščanskih sil ter s smrtjo šlezijskega pjastovskega vojvode Henrika II. Pobožnega v bitki pri Legnici leta 1241.
Obdobje razdrobljenosti je prineslo gospodarski razvoj in rast mest. Ustanovljena so bila nova mesta, obstoječa naselja pa so dobila status mest z magdeburškimi pravicami. Leta 1264 je Boleslav Pobožni s Kališkim statutom Judom podelil judovske svoboščine.

### Pozni Pjasti: Vladislav I. in Kazimir III.
Poskusi ponovne združitve poljskih dežel so dobili zagon v 13. stoletju. Leta 1295 je velikopoljski vojvoda Przemisl II. uspel postati prvi vladar po Boleslavu II., ki je bil okronan za poljskega kralja. Vladal je na omejenem ozemlju in bil že naslednje leto ubit. V letih 1300–1305 je kot poljski kralj vladal tudi češki kralj Venčeslav II. Kraljestvo Pjastov je bilo dejansko obnovljeno šele pod Vladislavom I. Slokim (vladal 1306–1333), ki je postal kralj leta 1320. Leta 1308 so tevtonski vitezi zavzeli Gdansk in Pomerelijo.
Kralj Kazimir III. Veliki (vladal 1333–1370), Vladislavov sin in zadnji vladar iz dinastije Pjastov, je okrepil in razširil obnovljeno Poljsko kraljestvo, zahodna provinca Šlezija, ki jo je leta 1339 sam formalno odstopil Češki, in večina poljske Pomeranije pa sta bili za nekaj stoletij izgubljeni. Napredek je bil dosežen tudi pri obnovi upravljanja osrednje province Mazovije. Leta 1340 se je začelo osvajanje Rdeče Rutenije, ki je zaznamovalo širjenje poljske države na vzhod.
Leta 1364 je bil sklican Krakovski kongres, obseženo srečanje vladarjev srednje, vzhodne in severne Evrope, verjetno za načrtovanje protiturške križarske vojne. Isto leto je bila ustanovljena bodoča Jagelonska univerza, ena najstarejših univerz v Evropi. 9. oktobra 1334 je Kazimir III. potrdil privilegije, ki jih je Judom leta 1264 podelil velikopoljski vojvoda Boleslav Pobožni, in jim dovolil, da so se v velikem številu naselili na Poljskem.

### Anžujci
Ko sta leta 1370 izumrli poljska kraljeva linija in mlajša veja Pjastov, je prišla Poljska pod oblast Ludvika I. Ogrskega iz kapetinške hiše Anjou. Združitev Poljske in Ogrske je trajala do leta 1382. Leta 1374 je Ludvik I. podelil poljskemu plemstvu Košiški privilegij, da bi eni od svojih hčera zagotovil nasledstvo na Poljskem. Leta 1384 je poljski prestol zasedla njegova najmlajša hči Jadviga (umrla 1399).

## Jagelonska dinastija (1385-1572)

### Dinastična unija z Litvo, Vladislav II. Jagelo
Leta 1386 se je veliki litovski knez Jogaila poročil s poljsko kraljico Jadvigo, kar mu je omogočilo postati poljski kralj. Do svoje smrti leta 1434 je vladal kot Vladislav II. Poljski. Poroka je ustvarila poljsko-litovsko personalno unijo pod kralji Jagelonske dinastije. 
Prvi dokument, ki je uradno povezal obe državi, je bila Krevska unija iz leta 1385, ki je bila po vsebini Jogailova in Jadvigina poročna pogodba. S poljsko-litovskim partnerstvom je Poljska pridobila obsežno ozemlje Rutenije, ki je bilo v posesti Litve. Partnerstvo se je izkazalo za koristno za državljane obeh držav, ki so v naslednjih štirih stoletjih sobivali in sodelovali v eni največjih političnih entitet v Evropi. Ko je kraljica Jadviga leta 1399 umrla, je Kraljevina Poljska prešla v izključno posest njenega moža.
V baltski regiji se je nadaljeval boj Poljske s Tevtonskimi vitezi in dosegel vrhunec v zmagi v bitki pri Grunwaldu leta 1410, ki je Poljaki in Litovci niso zaključili z odločilnim udarom proti glavnemu sedežu Tevtonskega reda na gradu Malbork. Razvijajoče se odnose med Kraljevino Poljsko in Veliko litovsko kneževino je dodatno opredelila Horodlanska unija leta 1413.
Privilegiji šlahte (plemstvo) so se širili. Leta 1425 je bil sprejet akt Neminem captivabimus nisi iure victum (v prostem prevodu Nihče ne bo aretiran brez sodbe sodišča), ki je plemiče varoval pred samovoljnimi kraljevimi aretacijami.

### Vladislav III. in Kazimir IV. Jagelo
Vladanje mladega Vladislava III. (1434–1344), sina in naslednika Vladislava II., ki je vladal kot kralj Poljske in Ogrske, je prekinila njegova smrt v bitki pri Varni proti silam Osmanskega cesarstva. Sledilo je tri leta trajajoče medvladje, ki se je končalo leta 1447 s kronanjem njegovega brata Kazimirja IV.
Kritični razvoj jagelonskega obdobja se je dogajal ravno med njegovo dolgo vladavino, ki je trajala do leta 1492. Leta 1454 je Poljska priključila Kraljevo Prusijo in sledila je trinajstletna vojna (1454–1466) z državo Tevtonskih vitezov. Leta 1466 je bil sklenjen prelomni Drugi torunjski mir, ki je razdelil Prusijo in ustanovil Vzhodno Prusijo, poljski fevd pod upravo Tevtonskih vitezov. Poljska se je na jugu soočala z Osmanskim cesarstvom in Krimskimi Tatari, na vzhodu pa pomagala Litvi v boju proti Moskovski veliki kneževini. Razvijala se je v fevdalno državo s pretežno kmetijskim gospodarstvom in vse bolj prevladujočim zemljiškim plemstvom. Kraljeva prestolnica Krakov se je spreminjala v veliko akademsko in kulturno središče in leta 1473 dobila prvo tiskarno. Z naraščajočim vplivom srednjega in nižjega plemstva se je kraljevi svet do leta 1493 razvil v dvodomni Generalni sejm (parlament), ki ni več predstavljal izključno najvišjih dostojanstvenikov kraljestva.
Pravni akt Nihil novi nisi commune consensu (slovensko Nič novega brez skupnega soglasja), sprejet v Sejmu leta 1505, je večino zakonodajne oblasti prenesel z monarha na Sejm. Dogodek je zaznamoval začetek obdobja, znanega kot "zlata svoboda", v katerem je v državi načeloma vladalo "svobodno in enakopravno" poljsko plemstvo. V 16. stoletju je množičen razvoj kmetijskih gospodarstev v lasti plemstva povzročil vse bolj žaljive razmere za kmečke podložnike, ki so jih obdelovali. Politični monopol plemičev je tudi zadušil razvoj mest, od katerih so nekatera cvetela v poznem jagelonskem obdobju, in omejeval pravice meščanov, kar je zaviralo nastanek srednjega družbenega razreda.

### Zgodnja moderna Poljska pod Sigismundom I. in Sigismundom II.
V 16. stoletju je protestantsko reformistično gibanje prodrlo globoko v poljsko krščanstvo. Politika verske strpnosti, ki se je razvila na Poljskem, je bila v tistem času skoraj edinstvena v Evropi. Iz pokrajin, ki so jih razdirali verski spori, je veliko ljudi pobegnilo in našlo zatočišče na Poljskem. Vladavini kraljev Sigismunda I. Starega (1506–1548) in Sigismunda II. Avgusta (1548–1572) sta bili obdobje intenzivnega razcveta kulture in znanosti, imenovano tudi zlata doba poljske renesanse. Najvidnejši predstavnik tedanje znanosti je bil astronom Nikolaj Kopernik (1473–1543), utemeljitelj heliocentričnega sistema našega Osončja. Najpomembnejši umetnik tega obdobja je bil pesnik Jan Kochanowski (1530–1584). Med vladavino Sigismunda I. je bil Tevtonski red leta 1525 sekulariziran. Zadnji veliki mojster reda Albert Pruski se je spreobrnil v protestantizem in se poklonil poljskemu kralju in v zameno dobil v fevd vojvodino Prusijo. Mazovija je bila leta 1529 končno v celoti vključena v Poljsko krono.
Z vladavino Sigismunda II. se je končalo obdobje Jageloncev. Leta 1569 je bila z Lublinsko unijo ustanovljena poljsko-litovska Republika obeh narodov. Litovska oblast v Ukrajini je bila prenešena na Poljsko. Realna unija obeh narodov je trajala do prve delitve Poljske leta 1795. Leta 1561 je Poljska priključila Livonijo, s čimer se je začela livonska vojna z Rusijo.
Eksekucionistično gibanje, ki je poskušalo zaustaviti napredujočo prevlado poljskih in litvanskih magnatskih družin v državi, je doseglo vrhunec na zasedanju Sejma v Piotrkówu v letih 1562–1563. Na verskem področju so se poljski bratje odcepili od kalvinistov, ki so leta 1563 izdali protestantsko Brestovsko Biblijo. Na poljsko zgodovino so močno vplivali jezuiti, ki so tja prišli leta 1564.

## Poljsko-litovska Republika obeh narodov

### Ustanovitev (1569-1648)

#### Lublinska unija
Lublinska unija iz leta 1569 je ustvarila poljsko-litovsko zvezno državo, ki je bila bolj enotna kot prejšnja personalna unija med Poljsko in Litvo. Unijo je vodilo plemstvo preko centralnega parlamenta in lokalnih skupščin na čelu z izvoljenim kraljem. Formalna vladavina plemstva, ki je bilo sorazmerno številčnejše kot v drugih evropskih državah, je tvorila zgodnji demokratični sistem, ki je bil v nasprotju z absolutnimi monarhijami, ki so takrat prevladovale v preostali Evropi.
Začetek Republike obeh narodov je sovpadal z obdobjem v poljski zgodovini, ko sta bila dosežena velika politična moč ter napredek v civilizaciji in blaginji. Poljsko-litovska unija je postala vpliven dejavnik v evropskih zadevah in pomembna kulturna entiteta, ki je širila zahodno kulturo s poljskimi značilnostmi proti vzhodu. V drugi polovici 16. stoletja in prvi polovici 17. stoletja je bila Republika obeh narodov ena največjih in najštevilčnejših držav v tedanji Evropi. Merila je malo manj kot milijon kvadratnih kilometrov in imela okoli deset milijonov prebivalcev. V njenem gospodarstvu je prevladovalo izvozno usmerjeno kmetijstvo. Verska strpnost po vsej državi je bila zagotovljena z Varšavsko konfederacijo iz leta 1573.

#### Prvi voljeni kralji
Po koncu vladavine Jageloncev leta 1572 je bil na prvih "svobodnih volitvah" poljskega plemstva leta 1573 za kralja izvoljen Henrik Valoiški, kasnejši francoski kralj Henrik III. Pred izvolitvijo je moral pospisati pacta conventa, sklop dogovorjenih obveznosti oziroma predvolilnih obljub. Ko je leta 1574 na Poljsko prispela novica, da je francoski prestol prazen, se je Henrik kot njegov verjetni dedič vrnil v Francijo. Volitve kralja so od 
samega začetka spremljali tuji vplivi, saj so tuje sile poskušale z manipulacijami doseči izvolitev kandidata, ki je bil v skladu z njihovimi interesi.
Henrikovi je sledila vladavina Štefana Báthoryja (vladal 1576–1586). Bil je vojaško in domovinsko samozavesten vladar in je v poljskem zgodovinskem izročilu cenjen kot redek primer uspešnega izvoljenega kralja. Ustanovitev Kronskega sodišča leta 1578 je pomenila prenos številnih pritožbenih zadev iz kraljeve v plemiško jurisdikcijo.

#### Prvi kralji iz dinastije Vasa
Vladavina švedske dinastije Vasa se je v Republiki obeh narodov začela leta 1587. Prva dva kralja iz te dinastije, Sigismund III. (vladal 1587–1632) in Vladislav IV. (vladal 1632–1648), sta večkrat poskušala s spletkami prevzeti švedski prestol, ki je bil stalen vir motenj v Republiki obeh narodov. Katoliška cerkev je v tistem času začela ideološko protiofenzivo in protireformacija je zajela številne spreobrnjence iz poljskih in litvanskih protestantskih krogov. Leta 1596 je Brestlitovska unija razklala vzhodne kristjane v Republiki in ustvarila uniatsko cerkev vzhodnega obreda, podrejeno papežu. V letih 1606–1608 se je razvil zebrzidovski upor proti Sigismundu III.
V želji po premoči v vzhodni Evropi se je Republika obeh narodov od leta 1605 do 1618 vojskovala z Rusijo. Niz spopadov se imenuje poljsko-moskovska vojna ali dimirtijada. Repoblika je razširila svoje ozemlje proti vzhodu, glavnega cilja – moskovskega prestola, pa poljska dinastija ni dosegla. Švedska si je v poljsko-švedskih vojnah v letih 1617–1629 prizadevala dobiti prevlado na Baltiku, Osmansko cesarstvo pa je pritiskalo z juga v bitkah pri Cecori leta 1620 in Hotinu leta 1621. Širitev kmetijstva in tlačanska politika v poljski Ukrajini sta povzročili vrsto kozaških uporov. V tridesetletni vojni je bila Republika zaveznica habsburške monarhije, vendar v njej ni neposredno sodelovala. Vladavina Vladislava IV. je bila večinoma miroljubna. Leta 1635 je bila ponovno vzpostavljena pravoslavna cerkvena hierarhija, ki je bila po Brestlitovski uniji prepovedana.

### Propadanje (1648-1764)

#### Potop
Med vladanjem Kazimirja II. Vase (1648–1668), tretjega in zadnjega iz te dinastije, je plemiška demokracija začela propadati zaradi tujih invazij in notranjih nesoglasij. Nadloge so se nepričakovano hitro kopičile in zaznamovale konec poljske zlate dobe. Nekoč močna Republika obeh narodov je postajala vedno bolj ranljiva za tuje posege.
Vstaja kozakov pod vodstvom Bogdana Hmelnickega leta 1648–1657 je zajela vse jugovzhodne pokrajine Poljske krone in imela katastrofalne posledice. 
Prvi liberum veto, parlamentarno pravico, s katero je lahko kateri koli član Sejma takoj razpusti trenutno sejo, je bila prvič uporabljena leta 1652. Ta praksa je sčasoma kritično oslabila poljsko centralno vlado. V Perejaslavskem sporazumu so se ukrajinski uporniki leta 1654 razglasili za podložnike ruskega carja.
Druga severna vojna je v letih 1655–1660 divjala po osrednjih poljskih deželah. Vključeva ja brutalno in uničujočo švedsko invazijo na Poljsko, imenovano švedski potop. Vojna se je končala leta 1660 z Olivskim mirovnim sporazumom. Republika je v vojni zgubila nekaj ozemlja na severu države. 
Leta 1657 je vojvodina Prusija z Bromberškim sporazumom vzpostavila svojo neodvisnost. V rusko-poljski vojni (1654–1667) se je vojska Republike dobro odrezala, Ukrajina pa je bila z Andrusovskim premirjem leta 1667 kljub temu razdeljena med Poljsko in Rusijo. Proti koncu vojne je upor magnatov Lubomirskih proti kralju destabiliziral in oslabil državo. Obsežni napadi krimskih Tatarov, v katerih so v Ukrajini lovili sužnje, so imeli zelo škodljive posledice tudi za poljsko gospodarstvo. Leta 1661 je izšel prvi poljski časopis Merkuriusz Polski.
Leta 1668 se je kralj Ivan II. Kazimir, žalosten zaradi nedavne smrti svoje žene in razočaran zaradi katastrofalnih političnih neuspehov svoje vladavine, odrekel prestolu in pobegnil v Francijo.

#### Jan III. Sobieski in zadnje vojaške zmage
Po odstopu Ivana II. Kazimirja je bil za njegovega nalednika leta 1669 izvoljen Poljak Koribut Višnjevecki. Med njegovim vladanjem, ki je trajalo do leta 1673, je izbruhnila poljsko-osmanska vojna (1672–1676). Vojna se je nadaljevala pod njegovim naslednikom Janom III. Sobieskim (vladal 1674–1696). Sobieski je nameraval razširiti svojo državo na baltsko območje in v ta namen leta 1675 v Jaworówu s Francijo sklenil tajni sporazum, vendar je bil namesto tega prisiljen v dolgotrajne vojne z Osmanskim cesarstvom. S tem je Sobieski za kratek čas oživil vojaško moč Republike obeh narodov. V bitki pri Hotinu leta 1673 je premagal osmansko vojsko in v bitki pri Dunaju leta 1683 odločilno pomagal rešiti Dunaj pred Osmanskim cesarstvom. Vladavina Sobieskega je bila zadnji višek v zgodovini Republike, saj je v prvi polovici 18. stoletja Poljska prenehala biti aktivna akterka v mednarodni politiki. Z Rusijo je leta 1686 sklenila sporazum o večnem miru in končno uredila meje med državama, ki so veljale do prve delitve Poljske leta 1772.
Republika obeh narodov, ki je bila do leta 1720 v skoraj neprekinjenih vojnah, je utrpela ogromno izgubo prebivalstva ter veliko škodo v svojem gospodarstvu in družbeni strukturi. Vlada je postala neučinkovita zaradi obsežnih notranjih konfliktov, skorumpiranih zakonodajnih procesov in manipulacij zaradi tujih interesov. Plemstvo je padlo pod nadzor peščice sprtih magnatskih družin z vzpostavljenimi ozemeljskimi domenami. Mestno prebivalstvo in infrastruktura sta propadala, skupaj z večino kmetij, katerih prebivalci so bili podvrženi vse skrajnejšim oblikam tlačanstva. Razvoj znanosti, kulture in izobraževanja se je zaustavil ali celo nazadoval.

#### Saški kralji
Volitve kralja leta 1697 so na poljski prestol pripeljale Avgusta II. Močnega (vladal 1697–1733), člana saške družine Wettin, ki je lahko prevzel prestol pod pogojem, da se spreobrne v rimskokatoliško vero. Nasledil ga je njegov sin Avgust III. (vladal 1734–1763). Vladavini saških kraljev, ki so bili hkrati saški volilni knezi, so prekinili tekmovalni kandidati za poljski prestol. Razpad Republike obeh narodov se je nadaljeval. 
Velika severna vojna (1700–1721), v kateri so sodobniki videli začasen mrk, je morda bila usodni udarec, ki je zrušil poljski politični sistem. Leta 1704 je bil za kralja pod švedsko zaščito postavljen Stanislav Leščinski, vendar je na tem položaju zdržal le nekaj let. Tihi sejm leta 1717 je zaznamoval začetek Republike obeh narodov kot ruskega protektorata. Rusko carstvo je jamčilo zlato svobodo plemstva, samo da bi obdržalo šibko centralno oblast Republike in nadaljevalo stanje stalne politične nemoči. V odmevnem zlomu tradicije verske strpnosti so bili protestanti med Thornovimi nemiri leta 1724 usmrčeni. Leta 1732 so Rusija, Avstrija in Prusija, močne in spletkarske sosede Poljske, sklenile tajni Sporazum treh črnih orlov z namenom, da bi nadzirale prihodnje volitve kraljev Republike. Vojna za poljsko nasledstvo leta 1733-1735 je pomagala Leščinskemu, da je drugič zasedel poljski prestol. Zaradi znatne vpletenosti tujcev so bila njegova prizadevanja neuspešna. Kraljevina Prusija je postala močna regionalna sila, ki je v šlezijskih vojnah uspela habsburški monarhiji iztrgati zgodovinsko poljsko provinco Šlezijo. Prusija je s tem postala vedno večja grožnja varnosti Poljske. 
Personalna unija Republike obeh narodov in Vojvodine Saške je v Republiki povzročila nastanek reformnega gibanja in začetek poljskega razsvetljenstva, ki je bilo glavni pozitivni napredek v tem obdobju. Leta 1747 je bila v Varšavi odprta prva poljska javna [[Knjižnic.

### Reforme in izguba državnosti (1764-1795)

#### Czartoryjske reforme in Stanislav Avgust Poniatowski
V drugi polovici 18. stoletja so v poljsko-litovski skupni državi poskušali izvesti temeljne notranje reforme, ker ji je grozilo izumrtje. Reformna dejavnost, ki jo je sprva spodbujala frakcija magnatske družine Czartory, znane kot Familia, je izzvala sovražno reakcijo in vojaški odziv sosednjih sil, vendar je ustvarila pogoje, ki so spodbudili gospodarski napredek. Vodilno trgovsko središče v državi je postala prestolnica Varšava in prevzela primat Gdanska. Pomen uspešnejših mestnih družbenih slojev se je povečal. Zadnja desetletja neodvisnega obstoja Republike obeh narodov so zaznamovala agresivna reformna gibanja in daljnosežen napredek na področju izobraževanja, intelektualnega življenja, umetnosti ter razvoja družbenega in političnega sistema.
Kraljeve volitve leta 1764 so na prestol privedle Stanislava Avgusta Poniatowskega, prefinjenega posvetnega aristokrata, povezanega z družino Czartory, ki pa ga je izbrala in vsilila ruska cesarica Katarina Velika in od njega pričakovala, da bo njen poslušni sledilec. Stanislav Avgust je vladal poljsko-litovski državi do njenega razpada leta 1795. Svojo vladavino je preživel razpet med željo po izvedbi reform, potrebnih za rešitev propadajoče države, in podrejenim odnosom do svojih ruskih pokroviteljev./>
Barska konfederacija (1768-1772) je bila upor poljskega plemstva proti ruskemu vplivu nasploh in samemu Poniatowskemu, v katerem so videli predstavnika Rusije. Konfederacija se je borila za ohranitev neodvisnosti Poljske in tradicionalnih interesov plemstva. Po nekaj letih so nadzor v konfederaciji ponovno prevzele sile, zveste kralju in Ruskemu carstvu.
Po zatrtju Barske konfederacije so bili deli Republike obeh narodov leta 1772 na pobudo Friderika Velikega Pruskega razdeljeni med Prusijo, Avstrijo in Rusijo. Dejanje jo postal znano kot prva delitev Poljske. Od Republike je ostala okrnjena država. Sejm je leta 1773 pod prisilo potrdil delitev kot opravljeno dejstvo, vendar je hkrati ustanovil Komisijo za nacionalno izobraževanje, pionirsko izobraževalno ustanovo v Evropi, ki jo pogosto imenujejo tudi prvo ministrstvo za izobraževanje na svetu.

#### Veliki sejm 1788–1791 in Ustava 3. maja 1791
Dolgotrajno zasedanje parlamenta, ki ga je sklical kralj Stanislav II. Avgust, je znano kot Veliki sejm ali Štiriletni sejm. Prvič se je sestal leta 1788. Prelomni dosežek maratonskega zasedanja je bilo sprejetje ustave z dne 3. maja 1791, prve v sodobni Evropi. Ustava, zmerno reformističen dokument, ki so ga obrekovalci obsodili kot naklonjen idealom francoske revolucije, je kmalu sprožila močno nasprotovanje konservativnih krogov višjega plemstva Republike obeh narodov in ruske carice Katarine, ki je bila odločena preprečiti ponovno rojstvo močne Republike obeh narodov. Plemiška Targoviška konfederacija, ustanovljena v prestolnici ruskega carstva Sankt Peterburgu, je prosila Katarino za pomoč in maja 1792 je ruska vojska vstopila na ozemlje Republike. Poljsko-ruska vojna leta 1792, obrambna vojna sil Republike proti ruskim zavojevalcem, se je končala, ko je poljski kralj, prepričan o nesmiselnosti odpora, kapituliral in se pridružil Targoviški konfederaciji. Vlado je prevzela rusko-zavezniška konfederacija, vendar sta Rusija in Prusija leta 1793 vseeno poskrbeli za drugo delitev Poljske. Zaradi delitve je državi ostalo kritično okrnjeno ozemlje, zaradi česar ni bila sposobna samostojnega obstoja. Grodnenski sejm Republike obeh narodov leta 1793, zadnji v še obstoječi državi, je bil prisiljen potrditi novo delitev.

#### Kościuszkov upor leta 1794 in konec poljsko-litovske države
Radikalizirani zaradi nedavnih dogodkov so poljski reformatorji, bodisi v izgnanstvu bodisi na ozemlju, ki je še ostalo Republiki obeh narodov, začeli pripravljati narodno vstajo. Za vodjo vstaje je bil izbran Tadeuš Kościuszko, priljubljen general in veteran ameriške revolucije. Kościuszko se je 24. marca 1794 vrnil iz tujine in v Krakovu izdal Kościuszkovo proklamacijo, ki je zahtevala narodno vstajo pod njegovim vrhovnim poveljstvom. Kościuszko je osvobodil številne kmete, da bi jih lahko vpisal v svojo vojsko. Upor kljub široki narodni podpori ni bil sposoben pridobiti tuje pomoči, potrebne za njegov uspeh. Združene sile Rusije in Prusije so upor zatrle in novembra 1794 po bitki v Pragi zasedle Varšavo.
Leta 1795 so Rusija, Prusija in Avstrija izvedle tretjo delitev Poljske kot končno razdelitev ozemlja, ki je povzročila dokončni razpad poljsko-litovske skupne države. Kralj Stanislav Avgust Poniatowski je bil pospremljen v Grodno, kjer je bil prisiljen odstopiti. Po odstopu se je umalnil v Sankt Peterburg. 
Tadeuš Kościuszko je bil sprva zaprt, dokler ni leta 1796 dobil dovoljenje za izselitev v Združene države Amerike.
Odziv poljskega vodstva na zadnjo delitev je stvar zgodovinske razprave. Literarni zgodovinarji so ugotovili, da je bilo prevladujoče čustvo prvega desetletja obup, ki je ustvaril moralno puščavo, v kateri sta vladala nasilje in izdaja. Po drugi strani so zgodovinarji iskali znake odpora proti tuji vladavini in ugotovili, da je vse plemstvo, ki ni odšlo v izgnanstvo, priseglo zvestobo svojim novim vladarjem in služilo kot častniki v njihovih vojskah.

## Razdeljena Poljska (1705–1918)

### Oborožen upor (1795-1864)

#### Napoleonske vojne
Četudi med letoma 1795 in 1918 ni obstajala nobena suverena poljska država, se je ideja o poljski neodvisnosti ohranjala pri življenju skozi celo 19. stoletje. Proti delitvenim silam so potekale številne vstaje in drugi oboroženi spopadi. Vojaška prizadevanja so sprva temeljila na zavezništvu poljskih emigrantov s porevolucionarno Francijo. Poljske legije Jana Henrika Dąbrowskega so se med letoma 1797 in 1802 borile v francoskih akcijah zunaj Poljske v upanju, da bosta njihova udeležba in prispevek nagrajena z osvoboditvijo njihove poljske domovine. Jozef Wybicki je leta 1797 kot hvalnico njihovim dejanjem napisal poljsko državno himno "Poljska še ni izgubljena" ali "Dąbrowskijeva mazurka".
Napoleon je po svojem porazu s Prusijo in podpisu Tilsitskega sporazuma z ruskim carjem Aleksandrom I. leta 1807 ustanovil Varšavsko vojvodstvo, majhno, napol neodvisno poljsko državo. Vojska Varšavskega vojvodstva pod poveljstvom Jozefa Poniatowskega je kot francoska zaveznica sodelovala v številnih francoskih akcijah, vključno z uspešno avstrijsko-poljsko vojno leta 1809. Po tej vojni in drugih akcijah se je ozemlje Varšavskega vojvodstva razširilo. Francoska invazija na Rusijo leta 1812 in nemška kampanja leta 1813 sta bili zadnji vojni, v katerih je sodelovalo vojvodstvo. Varšavsko vojvodstvo je kot odraz idealov francoske revolucije v ustavi odpravilo tlačanstvo, ni pa spodbujalo zemljiške reforme.

#### Dunajski kongres
Po Napoleonovem porazu je bil na Dunajskem kongresu, ki je zasedal leta 1814 in 1815, vzpostavljen nov evropski red. Adam Jurij Czartoryski, nekdanji tesni sodelavec cesarja Aleksandra I., je postal vodilni zagovornik poljske nacionalne ideje. Kongres je izdelal nov razdelitveni načrt, ki je upošteval nekatere pridobitve Poljakov v napoleonskem obdobju.
Varšavsko vojvodstvo je leta 1815 zamenjala novoustanovljena Kraljevina Poljska, neuradno znana kot Kongresna Poljska. Preostalo poljsko kraljestvo je bilo priključeno k Ruskemu carstvu v personalni uniji pod ruskim carjem in dobilo lastno ustavo in vojsko. Vzhodno od kraljestva so bila velika območja nekdanje poljsko-litovske Republike obeh narodov vključena neposredno v Rusko carstvo kot Zahodni kraj. Ta ozemlja, skupaj s Kongresno Poljsko, na splošno veljajo za Rusko delitev. Ruska, Pruska in Avstrijska "delitev" so neformalna imena pokrajin nekdanje skupne države in ne imena dejanskih upravnih enot razdeljenega poljsko-litovskega ozemlja. Pruska delitev je vključevala del, imenovan Veliko posensko vojvodstvo. Kmetje pod prusko upravo so z reformami v letih 1811 in 1823 postopoma pridobili volilno pravico. Omejene pravne reforme v Avstrijski delitvi je zasenčila revščina na podeželju. Svobodno mesto Krakov je bilo majhna republika, ustanovljena na Dunajskem kongresu, ki je bila pod skupnim nadzorom vseh treh delitvenih sil. V deželah, ki so jih zavzele tuje sile, je bil kljub mračnim političnim razmeram s stališča poljskih domoljubov dosežen gospodarski napredek. Opazen je bil predvsem razvoj zgodnje industrije.
Novejše ocene bruto domačega proizvoda na prebivalca v obdobju 1790–1910 potrjujejo hipotezo, da je gospodarstvo na periferiji države v počasnem procesu dohitevalo gospodarstvo v osrednjih delih države.

#### Vstaja novembra 1830
Vse bolj represivna politika okupacijskih sil je v razdeljeni Poljski spodbudila odporniška gibanja. Leta 1830 so poljski domoljubi sprožili novembrsko vstajo, ki je prerasla v obsežno vojno z Rusijo. Vodstvo vstaje so kasneje prevzeli poljski konservativci, ki niso bili pripravljeni izzivati imperija in so nasprotovali širjenju družbene baze gibanja za neodvisnost z ukrepi, kot je zemljiška reforma. Vrsta napak več zaporednih glavnih poveljnikov, ki jih je imenovala uporniška poljska narodna vlada, je kljub znatni mobilizaciji privedla do poraza leta 1831. Kongresna Poljska je izgubila svojo ustavo in vojsko, vendar je formalno ostala ločena upravna enota znotraj Ruskega imperija.
Po porazu novembrske vstaje je na tisoče nekdanjih poljskih borcev in drugih aktivistov emigriralo v Zahodno Evropo. Pojav, znan kot "veliko izseljevanje", je kmalu zavladal poljskemu političnemu in intelektualnemu življenju. Skupaj z voditelji neodvisnega gibanja je poljska skupnost v tujini vključevala največje poljske literarne in umetniške ume, vključno z romantičnimi pesniki Adamom Mickiewiczem, Juliuszem Słowackim, Cyprianom Norwidom in skladateljem Frédéricom Chopinom. V okupirani in zatirani Poljski so nekateri iskali napredek z nenasilnim aktivizmom, osredotočenim na izobraževanje in gospodarstvo. Drugi so v sodelovanju z emigrantskimi krogi organizirali zarote in pripravljali naslednji oboroženi upor.

#### Upori med pomladjo narodov
Načrtovana velika poljska narodna vstaja leta 1846 se je končala s fiaskom, ker so okupacijske oblasti izvedele za njene tajne priprave. V krakovski vstaji februarja 1846 je bilo domoljubno delovanje združeno z revolucionarnimi zahtevami. Rezultat vstaje je bila vključitev svobodnega mesta Krakov v Avstrijsko delitev. Avstrijske oblasti so izkoristile nezadovoljstvo kmetov in jih hujskali proti plemiškim uporniškim enotam, kar je povzročilo pokol v Galiciji leta 1846 v obsežnem uporu podložnikov, ki so iskali olajšanje svojega pofevdalnega obveznega dela. Vstaja je mnoge osvobodila suženjstva in pospešila odločitve, ki so vodile do odprave tlačanstva v poljskem delu Avstrijskega cesarstva leta 1848. Nemške revolucije leta 1848 so pospešile velikopoljsko vstajo leta 1848, v kateri so igrali vidno vlogo kmetje v Pruski delitvi Poljske, ki so bili takrat večinoma že osvobojeni.

#### Vstaja januarja 1863
Ruska avtokracija je stalno napadala temeljne poljske nacionalne vrednote - jezik, vero in kulturo. V letih 1860–1861 je v Kongresni Poljski kljub skromni liberalizaciji pod vladavino carja Aleksandra II. prišlo do obnovitve osvobodilnih dejavnosti. Med obsežnimi demonstracijami v Varšavi so ruske sile med civilnimi udeleženci povzročile številne žrtve. Levičarska ali "rdeča" frakcija poljskih aktivistov, ki je zagovarjala pravice kmetov in sodelovala z ruskimi revolucionarji, se je takoj vključila v priprave na narodno vstajo. Desničarska ali "bela" frakcija je bila nagnjena k sodelovanju z ruskimi oblastmi in je levi frakciji nasprotovala z delnimi reformnimi predlogi. Da bi ohromil kadrovski potencial rdečih, je Aleksander Wielopolski, konservativni vodja vlade Kongresne Poljske, v letih 1862 in 1863 poskrbel za delen in selektiven vpoklic mladih Poljakov v rusko vojsko. To dejanje je pospešilo izbruh sovražnosti. V januarski vstaji, ki so se ji po začetnem obdobju pridružili in jo vodili beli, so se bojevale partizanske enote proti sovražniku, ki je bil v veliki prednosti. Upor je trajal od januarja 1863 do pomladi 1864, ko je Romualda Traugutta, zadnjega vrhovnega poveljnika upora, ujela carska policija.
2. marca 1864 je ruska oblast, ki jo je vstaja prisilila, da se je potegovala za zvestobo poljskih kmetov, v poljskem kongresu uradno objavila odlok o volilnih pravicah, skladen s prejšnjim razglasom upornikov o zemljiški reformi. Akt je ustvaril pogoje, potrebne za razvoj kapitalističnega sistema v osrednjih poljskih deželah. V obdobju, ko je večina Poljakov spoznala nesmiselnost oboroženega odpora brez zunanje podpore, so različni deli poljske družbe preživljali globoko in daljnosežno evolucijo na področjih družbenega, gospodarskega in kulturnega razvoja.

### Nastajanje moderne poljske družbe pod tujo oblastjo (1864–1914)

#### Represija in organsko delo
Neuspeh januarske vstaje na Poljskem je povzročil veliko psihološko travmo. Postal je zgodovinska prelomnica in sprožil razvoj sodobnega poljskega nacionalizma. Poljaki, ki so bili na ozemljih pod rusko in prusko upravo podvrženi še strožjemu nadzoru in povečanemu preganjanju, so si prizadevali ohraniti svojo identiteto na nenasilne načine. Po vstaji je bil naziv Kongresne Poljske v uradni rabi degradiran iz "Kraljevina Poljska" v "Vislanska dežela. Postala je bolj integrirana v Carsko Rusijo, vendar ne popolnoma izbrisana. Ruski in nemški jezik sta bila obvezna v vseh javnih komunikacijah. Hudo represijo je doživljala tudi katoliška cerkev. Javno šolstvo je bilo vedno bolj podvrženo rusifikaciji in germanizaciji. Nepismenost se je zmanjšala, najbolj v Pruski delitvi, izobraževanje v poljskem jeziku pa se je ohranjalo večinoma z neuradnimi prizadevanji. Pruska vlada si je prizadevala na poljsko ozemlje naseliti Nemce in v ta namen kupovala zemljišča v poljski lasti. V nasprotju s pruskim delom Poljske je Galicija (zahodna Ukrajina in južna Poljska) doživela postopno omilitev avtoritarne politike in celo poljski kulturni preporod. Gospodarsko in socialno je bila zaostala, a je pod blažjo oblastjo Avstro-Ogrske monarhije od leta 1867 vse bolj dobivala omejeno avtonomijo. V galicijski vladi so prevladovali Stańczyki, konzervativna poljska proavstrijsko orientirana politična frakcija, ki so jo vodili veliki posestniki. V Krakovu je bila leta 1872 ustanovljena Poljska akademija za učenje (akademija znanosti).
Družbene dejavnosti, imenovane "organsko delo", so sestavljale organizacije za samopomoč, ki so spodbujale gospodarski napredek in delale na izboljšanju konkurenčnosti industrijskih, kmetijskih in drugih podjetij v poljski lasti. Organizacije so razpravljale o novih komercialnih metodah za doseganje večje produktivnosti in jih izvajale preko trgovinskih združenj in posebnih interesnih skupin, medtem ko so poljske bančne in zadružne finančne institucije dale na voljo potrebna poslovna posojila. Drugo pomembno področje prizadevanj v organskem delu je bil izobraževalni in intelektualni razvoj preprostih ljudi. V majhnih mestih in vaseh so bile ustanovljene številne knjižnice in čitalnice, vedno večje število časnikov pa je kazalo na vse večje zanimanje za izobraževanje. V številnih mestih so delovala tudi znanstvena in izobraževalna društva. Takšne dejavnosti so bile najbolj izrazite v pruskem delu Poljske.
Pozitivizem je na Poljskem nadomestil romantiko kot vodilno intelektualno, družbeno in literarno smer. Odseval je ideale in vrednote nastajajoče urbane buržoazije. Okoli leta 1890 so meščanski sloji postopoma opustili pozitivistične ideje in prešli pod vpliv modernega panevropskega nacionalizma.

#### Gospodarski razvoj in družbene spremembe
V tradicionalno agrarnih poljskih deželah je bil dosežen napredek, vključno z obsežno industrializacijo, vendar je bil razvoj zelo neenakomern. V pruskem delu države se je uvajalo napredno kmetijstvo, razen v Zgornji Šleziji, kjer je veliko delovne sile zaposlovalo premogovništvo. Najgostejše železniško omrežje je bilo zgrajeno v zahodni Poljski pod nemško oblastjo. V ruski Kongresni Poljski je ob ekstenzivnem in slabo produktivnem kmetijsktvu prišlo do izrazite rasti industrije, železnic in mest. Industrijsko pobudo, kapital in znanje so v veliki meri zagotovili podjetniki, ki niso bili etnični Poljaki. Varšava se je hitro razvijala kot središče metalurške industrije, Lodž pa kot središče tekstilne industrije. Večalo se je število mestnega prebivalstva in regija je postala najbolj napredna v Ruskem carstvu. Leta 1909 je industrijska proizvodnja tam presegla kmetijsko. Prihod železnic je spodbudil nekaj industrijske rasti celo na velikih ozemljih ruskega dela izven Kongresne Poljske. Avstrijski del Poljske je bil podeželski in reven z izjemo industrializiranega območja Cieszynske Šlezije. V Galiciji se je po letu 1890 začela črpati nafta, kar je povzročilo rast mest Lemberg (Lwów, Lviv) in Krakov.
Gospodarske in družbene spremembe, vključno z zemljiško reformo in industrializacijo, so skupaj z učinki tuje nadvlade spremenile stoletja staro družbeno strukturo poljske družbe. Pojavili so se bogati industrialci in finančniki, ki so se razlikovali od še vedno kritično pomembne zemljiške aristokracije. Inteligenca, izobražen poklicni ali poslovni srednji sloj, je pogosto izviral iz nižjega plemstva brez zemlje ali odtujenega od svojih podeželskih posesti, in iz meščanstva. Številna manjša kmetijska podjetja, ki so temeljila na tlačanstvu, niso preživela zemljiške reforme. Industrijski proletariat, novi deprivilegirani razred, so sestavljali predvsem revni meščani in kmetje, ki so se bili zaradi vse slabših razmer prisiljeni seliti in iskati delo v urbanih središčih ali v tujini. Milijoni prebivalcev nekdanje skupne države različnih etničnih skupin je delalo ali se naselilo v Evropi ter v Severni in Južni Ameriki..
Družbene in gospodarske spremembe so bile delne in postopne. Stopnja industrializacije, ki je bila ponekod razmeroma visoka, je zaostajala za razvitimi regijami zahodne Evrope. Trije razdeljeni deli Poljske so razvili različna gospodarstva, ki so bila bolj povezana s svojimi matičnimi državami kot med seboj. V Pruski delitvi je bila na primer kmetijska proizvodnja močno odvisna od nemškega trga, medtem ko se je industrijski sektor Kongresne Poljske bolj zanašal na ruski trg..

### Nacionalizem, socializem in druga gibanja
V 70.-90. letih 19. stoletja so se v razdeljeni Poljski in Litvi začela obsežna socialistična, nacionalistična, agrarna in druga politična gibanja z velikim ideološkim žarom in političnimi strankami, ki so jih promovirale. Od večjih strank je bil leta 1882 ustanovljen prvi Socialistični proletariat, leta 1887 Poljska liga (predhodnica narodne demokracije), leta 1890 Poljska socialdemokratska stranka Galicije in Šlezije, leta 1892 Poljska socialistična stranka, leta 1893 Marksistična socialna demokracija Kraljevine Poljske in Litve, leta 1895 Agrarna ljudska stranka Galicije in leta 1897 Judovska socialistična zveza. Dejavna so bila tudi regionalna združenja krščanske demokracije, povezana s katoliško cerkvijo, ki so se leta 1919 združila v Poljsko krščansko demokratsko stranko.
Glavne manjšinske etnične skupine nekdanje skupne države, vključno z Ukrajinci, Litovci, Belorusi in Judi, so se vključevale v lastna nacionalna gibanja in načrte, kar je naletelo na neodobravanje tistih poljskih osamosvojiteljev, ki so računali na morebitno ponovno rojstvo Republike obeh narodov ali nastanek zvezne države, ki ga je navdihovalo politično gibanje, imenovano prometeizem.
Približno na začetku 20. stoletja je kulturno gibanje Mlada Poljska s središčem v avstrijski Galiciji izkoristilo politično okolje, naklonjeno liberalizmu, in postalo vir najboljše poljske umetniške in literarne produkcije. V istem obdobju je Marie Skłodowska Curie, pionirska znanstvenica na področju radioaktivnosti, v Parizu izvedla svoje prelomne raziskave.

#### Revolucija leta 1905
Revolucijo 1905–1907 v ruski Poljski, ki je bila posledica dolgoletnih zadrževanih političnih frustracij in zadušenih nacionalnih ambicij, so zaznamovali politični manevri, stavke in upor. Upor je bil del veliko širših nemirov po vsem Ruskem imperiju, povezanih s splošno revolucijo leta 1905. Na Poljskem sta bila glavni revolucionarni osebnosti Roman Dmowski in Józef Piłsudski. Dmowski je bil povezan z desničarskim nacionalističnim gibanjem Nacionalna demokracija, medtem ko je bil Piłsudski povezan s Poljsko socialistično stranko. Ko so oblasti ponovno vzpostavile nadzor v Ruskem imperiju, je zamrl tudi upor v Kongresni Poljski, kjer je veljalo vojno stanje, deloma zaradi carskih koncesij na področju nacionalnih in delavskih pravic, vključno s poljskim zastopanjem v novoustanovljeni ruski Dumi. Ob propadlem uporu v Ruski delitvi in okrepljeni germanizaciji v Pruski delitvi je bila avstrijska Galicija ozemlje, kjer je cvetelo poljsko domoljubje.
V Avstrijski delitvi so odkrito gojili poljsko kulturo, v Pruski delitvi je bila visoka raven izobrazbe in življenjskega standarda, za poljski narod in njegove težnje pa je ostala primarnega pomena Ruska delitev. Na ozemljih, najgosteje naseljenih s Poljaki, se pravi v zahodnem delu ruskega, pruskem in zahodnem avstrijskem delu Poljske, je poljsko govorilo približno 15,5 milijona ljudi. Etnično poljska naselja so bila tudi na velikem območju naprej proti vzhodu z največjo koncentracijo v regiji Vilna, kjer je bilo Poljakov več kot 20 % tega števila.
Poljske paravojaške organizacije, usmerjene v neodvisnost, kot je bila Zveza aktivnega boja, so se oblikovale v letih 1908–1914, predvsem v Galiciji. Poljaki so bili na predvečer prve svetovne vojne razdeljeni in njihove politične stranke razdrobljene, pri čemer sta Dmowskijeva narodna demokracija (proantantska) in frakcija Piłsudskega zavzeli nasprotna stališča.

### Prva svetovna vojna in objava poljske neodvisnosti
Izbruh prve svetovne vojne v poljskih deželah je Poljakom ponudil nepričakovano upanje za dosego neodvisnosti zaradi turbulenc, ki so zajele imperije delitvenih sil. Vse tri monarhije, ki so imele koristi od delitve poljskih ozemelj, Nemčija, Avstrija in Rusija, so ob koncu vojne razpadle. Na njihovih ozemljih so nastale številne nove države. Na začetku vojne, ki ni bila njihova, so bili Poljaki vpoklicani v vojske delitvenih sil in zato prisiljeni bojevati se med seboj, saj sta se vojski Nemčije in Avstrije vojskovali proti Rusiji. Paravojaške enote Piłsudskega, nameščene v Galiciji, so bile leta 1914 reorganizirane v poljske legije in so se kot del avstro-ogrske vojske borile na ruski fronti do leta 1917, ko so bile razpuščene. Piłsudski je zavrnil zahteve, da se njegovi možje borijo pod nemškim poveljstvom, zato so ga Nemci aretirali in je postal junaški simbol poljskega nacionalizma.
Zaradi niza nemških zmag na vzhodni fronti sta ozemlje Kongresne Poljske zasedli centralni sili Nemčija in Avstrija. Varšavo so Nemci zavzeli 5. avgusta 1915. V aktu z dne 5. novembra 1916 sta Nemčija in Avstrija v okviru nove nemške srednjeevropske sheme (Mitteleuropascheme) na ozemljih, ki so bila prej pod nadzorom Rusije, razglasili obujeno Kraljevino Poljsko (Król Regencyjne). Državi pokroviteljici se nikoli nista mogli dogovoriti o kandidatu za prevzem prestola, zato so jo izmenično upravljali nemški in avstrijski generalni guvernerji, začasni državni svet in regentski svet. Ta vse bolj avtonomna marionetna država je obstajala do novembra 1918, ko jo je nadomestila novoustanovljena Republika Poljska.
Obstoj te "kraljevine" in njene načrtovane poljske vojske je pozitivno vplival na poljska nacionalna prizadevanja na strani zaveznikov, v Brestlitovskem miru, sklenjenem marca 1918, pa so zmagovalci postavili poraženi Rusiji ostre pogoje in se niso ozirali na poljske interese. Proti koncu vojne so se nemške oblasti lotile množičnega namernega pustošenja industrijskega in drugega gospodarskega potenciala poljskih dežel, da bi obubožale državo, verjetno prihodnjo tekmico Nemčije.
Za neodvisnost Poljske sta se v Rusiji in na Zahodu zavzemala Dmowski, na Zahodu pa Ignacij Jan Paderewski. Ruski car Nikolaj II. in nato voditelji februarske revolucije in oktobrske revolucije leta 1917 so postavili vlade, ki so vse po vrsti izjavile, da podpirajo neodvisnost Poljske. Leta 1917 je Francija ustanovila Modro vojsko pod vodstvom Józefa Hallerja, v kateri je bilo do konca vojne približno 70.000 Poljakov, vključno z ujetniki iz nemških in avstrijskih enot ter 20.000 prostovoljci iz Združenih držav. Močna poljska protinemška vojska, ki je štela 30.000 mož, je bila tudi v Rusiji. Dmowski, ki je deloval iz Pariza kot vodja Poljskega nacionalnega komiteja (KNP), je postal glasnik poljskega nacionalizma v zavezniškem taboru. Na pobudo Štirinajstih točk Woodrowa Wilsona so zavezniki junija 1918 uradno potrdili poljsko neodvisnost.
Na obeh sovražnih straneh se je v prvi svetovni vojni borilo okoli dva milijona Poljakov. 400.000 do 450.000 Poljakov je v vojni umrlo. Večina vzhodne fronte je potekala ravno na poljskem ozemlju, zato je bilo ogromno žrtev tudi med civilnim prebivalstvom.
Zadnji potisk za neodvisnost Poljske se je dogajal na bojišču od oktobra do novembra 1918. Proti koncu vojne so bile avstro-ogrske in nemške enote razorožene, s propadom avstrijske vojske pa sta bila konec oktobra osvobojena Cieszyn in Krakov. Lvov je zajela poljsko-ukrajinska vojna 1918–1919. Prvo kratkoživo neodvisno in začasno levičarsko vlado Republike Poljske, ki je bila razglašena za demokratično, je od 7. novmbra 1918 v Lublinu vodil Ignacy Daszyński. Poraženo Nemčijo so zavezniki prisilili, da je umaknila svojo veliko vojsko iz Poljske. Nemci, ki jih je doma prehitela nemška revolucija 1918–1919, so Piłsudskega izpustili iz zapora. 10. novembra je prispel v Varšavo, kjer mu je regentski svet podelil obsežna pooblastila; Oblast Piłsudskega je priznala tudi vlada v Lublinu in 22. novembra je postal začasni šef države. Piłsudskega so mnogi zelo cenili, desničarski nacionalni demokrati pa so bili ogorčeni. Nastajajoča poljska država je bila notranje razdeljena, med vojno močno uničena in gospodarsko nefunkcionalna.

## Druga Poljska republika (1918–1939)

### Zavarovanje meja in vojna s Sovjetsko Rusijo
Po več kot stoletju tuje vladavine je Poljska ob koncu prve svetovne vojne ponovno pridobila neodvisnost kot enega od rezultatov pogajanj, ki so potekala na Pariški mirovni konferenci leta 1919. Versajska mirovna pogodba, nastala na konferenci, je vzpostavila neodvisno poljsko državo z izhodom na morje, vendar je dopustila, da o nekaterih njenih mejah odloča plebiscit. Večinoma z Nemci naseljeno svobodno mesto Danzig je dobilo poseben status, ki je zagotavljal, da ga bo Poljska lahko uporabljala kot svoje pristanišče. Ureditev nemško-poljske meje se je na koncu izkazala za dolgotrajen in zapleten proces. Spor je pripomogel k nastanku velikopoljske vstaje 1918–1919, treh šlezijskih uporov 1919–1921, vzhodnopruskega plebiscita 1920, gornješlezijskega plebiscita 1921 in Šlezijske konvencije v Ženevi leta 1922.
Druge meje so bile določene z vojno in poznejšimi sporazumi. V letih 1918–1921 je potekalo skupno šest mejnih vojn, vključno s poljsko-češkoslovaškimi mejnimi spopadi za Cieszynsko Šlezijo januarja 1919.
Obmejni spopadi so bili hudi, najpomembnejši niz vojaških operacij v tem obdobju pa je bila vsekakor poljsko-sovjetska vojna 1919–1921. Poljski državnik in general Józef Piłsudski je imel daljnosežne protiruske načrte v Vzhodni Evropi. Leta 1919 so poljske sile izkoristile rusko državljansko vojno in prodrle proti vzhodu v Litvo, Belorusijo in Ukrajino, a so se kmalu soočile s sovjetsko protiofenzivo leta 1918–1919. Vojna v Ukrajini je julija 1919 odpravila že proglašeno Zahodnoukrajinsko ljudsko republiko. Jeseni 1919 je Piłsudski zavrnil prošnje sil nekdanje Antante, naj podpre belo protisovjetsko gibanje Antona Ivanoviča Denikina in njegovo napredovanje proti Moskvi. Poljsko-sovjetska vojna se je resno začela šele s poljsko ofenzivo na Kijev aprila 1920.  V sodelovanju z Direktoratom za Ukrajino Ukrajinske ljudske republike je poljska vojska do junija prodrla dlje od Vilne, Minska in Kijeva, potem pa jo je obsežna sovjetska protiofenziva iztisnila iz večine Ukrajine. Na severni fronti je sovjetska vojska v začetku avgusta dosegla obrobje Varšave. Sovjetska zmaga in hiter konec Poljske sta se zdela neizogibna, potem pa so Poljaki leta 1920 dosegli osupljivo zmago v bitki za Varšavo. Sledilo je še nekaj poljskih vojaških uspehov in Sovjeti so se morali umakniti. Poljski so prepustili dele ozemlja, naseljenega večinoma z Belorusi ali Ukrajinci. Nova vzhodna meja je bila dokončno določena z Riškim mirovnim sporazumom marca 1921.
Poraz ruskih vojsk je prisilil Vladimirja Lenina in sovjetsko vodstvo, da sta odložila svoj strateški cilj povezovanja z nemškimi in drugimi evropskimi revolucionarnimi levičarskimi aktivisti za širjenje komunistične revolucije. Lenin je računal tudi na podporo Rdeči armadi na Poljskem, kar pa se ni uresničilo.
Pilsudski je oktobra 1920 zavzel Vilno, kar je zabilo še zadnji žebelj v krsto že tako slabih litovsko-poljskih odnosov, ki jih je dodatno zaostrila poljsko-litovska vojna 1919-1920. Obe državi sta ostali sovražni druga do druge do konca medvojnega obdobja. Vizija Piłsudskega, Intermarija, vzhodnoevropska federacija držav po zgledu na večetnično poljsko-litovske Republiko obeh narodov, ki bi vključevala tudi naslednico Velike litovske kneževine, je imela usodno napako, ker njegova ideja o poljski nadvladi ni bila združljiva s težnjami sosednjih narodov. V času krepitve nacionalnih gibanj se je morala Poljska odpovedati političnim idejam o širjenju države. Veliki federativni državi so nasprotovali tudi Dmowskijevi narodni demokrati. Njihov predstavnik na mirovnih pogajanjih v Rigi Stanisław Grabski je optiral za prepustitev Minska, Berdychiva, Kamianets-Podilskega in njihove okolico na sovjetski strani meje Sovjetski zvezi. Narodni demokrati namreč niso želeli prevzeti dežel, ki so se jim zdele politično nezaželene, saj povzročila zmanjšan delež etničnih Poljakov v novi državi. Kresy (obmejna ozemlja) na vzhodu, osvojena do leta 1921, so bili podlaga za zamenjavo, ki so jo v letih 1943–1945 organizirali in izvedli Sovjeti. Sovjeti so takrat ponovno nastajajoči poljski državi izgube na vzhodu nadomestili z osvojenimi deli vzhodne Nemčije.
Uspešen zaključek poljsko-sovjetske vojne je dal Poljski lažen občutek moči kot 
samozadostne vojaške sile in spodbudil vlado, da poskuša reševati mednarodne spore z vsiljenimi enostranskimi rešitvami. Njena ozemeljska in etnična politika v medvojnem obdobju je prispevala k slabim odnosom z večino poljskih sosed in težavnemu sodelovanju z bolj oddaljenimi centri moči, zlasti s Francijo in Veliko Britanijo.
Riški mirovni sporazum je uredil vzhodno poljsko mejo tako, da je Poljska ohranila znaten del vzhodnih ozemelj stare Republike obeh narodov za ceno delitve ozemlja Belorusije in Ukrajine. Ukrajinci so na koncu ostali brez lastne države in so se zaradi dogovorov v Rigi počutili izdane. Njihova zamera je povzročila skrajni nacionalizem in protipoljsko sovraštvo.

### Obdobje demokracije (1918–1926)
Med glavnimi težavami, s katerimi se je soočala vlada nove poljske republike, je bilo pomanjkanje integrirane infrastrukture med prej ločenimi deli države, ki je oviralo industrijo, transport, trgovino in druge dejavnosti.
Prve poljske volitve za ponovno ustanovljeni Sejm (državni parlament) so potekale januarja 1919. Naslednji mesec je Sejm sprejel začasno Malo ustavo.
Med hitro rastočim prebivalstvom Poljske znotraj njenih novih meja je bilo tri četrtine kmečkega življa in ena četrtina mestnega. Poljščina je bila primarni jezik le dveh tretjin prebivalcev nove države. Manjšine so imele v vladi zelo malo moči. Končna Marčna ustava Poljske je bila sprejeta marca 1921. Na vztrajanje narodnih demokratov, zaskrbljenih zaradi agresivne politike, ki bi jo lahko izvajal Józef Piłsudski, če bi bil izvoljen za predsednika republike, so predsednikova pooblastila z ustavnimi določili zelo omejili.
Objavi Marčne ustave je sledilo kratko in burno obdobje ustavnega reda in parlamentarne demokracije, ki je trajalo do leta 1926. Zakonodajna oblast je ostala razdrobljena in brez stabilne večine in vlade so se pogosto menjavale. Državni zbor je leta 1922 je brez ljudskega glasovanja za predsednika države imenoval odkritega in nepristranskega Gabriela Narutowicza. Za člane nacionalistične desničarske frakcije njegovo imenovanje ni bilo legitimno. Na Narutowicza so gledali kot na izdajalca, izvoljejnega z glasovi narodnih manjšin. Narutowicz in njegovi podporniki so bili izpostavljeni intenzivnemu nadlegovanju. Predsednika so 16. decembra 1922 umorili, potem ko je bil na položaju le pet dni.
Zakonodaja za zemljiško reformo se je sprejemala od leta 1919 do 1925 pod pritiskom obubožanega kmečkega prebivalstva. Reforma je bila izpeljana samo delno, saj je bilo parceliranih samo 20 % velikih kmetijskih posesti. Poljska je v zgodnjih 20. letih dvajsetega stoletja prestala številne gospodarske nesreče in motnje, vključno z valovi delavskih stavk, kot so bili nemiri v Krakovu leta 1923. Nemško-poljska carinska vojna, ki jo je začela Nemčija leta 1925, je bila eden najbolj škodljivih zunanjih dejavnikov, ki so obremenjevali poljsko gospodarstvo. V državi je bilo kljub temu tudi nekaj zakov napredka in stabilizacije, na primer kritična reforma financ, ki jo je izvedla vlada Władysława Grabskega in je trajala skoraj dve leti. Nekateri drugi dosežki demokratičnega obdobja v zvezi z upravljanjem vladnih in državljanskih institucij, potrebnih za delovanje združene države in naroda, so bili prelahko spregledani. Ob strani se je skrival zgrožen vojaški častniški korpus, ki se ni bil pripravljen podrediti civilnemu nadzoru, a je bil pripravljen slediti upokojenemu Piłsudskemu. Pilsudski je bil med Poljaki zelo priljubljen in prav tako nezadovoljen s poljskim sistemom vladanja, tako kot njegovi nekdanji kolegi v vojski.

### Pilsudskijev državni udar in obdobje sanacije (1926–1935)
12. maja 1926 je Pilsudski izvedel državni udar, v katerem je vojska strmoglavila civilno vlado na čelu s predsednikom Stanislavom Wojciechowskim. V bratomornih spopadih je umrlo več sto ljudi. Pilsudskega je podpiralo tudi več levičarskih frakcij, ki so zagotovile uspeh njegovega državnega udara z blokiranjem železniškega prevoza vladnih oboroženih sil, in konzervativni veleposestniki. Edina pomembna družbena sila, ki je nasprotovala njegovemu prevzemu oblasti, so bili desničarski Narodni demokrati.
Po udaru je novi režim sprva spoštoval veliko parlamentarnih formalnosti, potem pa se je postopoma prenehal pretvarjati. Leta 1929 je nastala koalicija levosredinskih strank Centrolew, ki je leta 1930 zahtevala "odpravo diktature". Leta 1930 je vlada razpustila Sejm (parlament) in v trdnjavo Brest zaprla številne poslance opozicije. Pred poljskimi zakonodajnimi volitvami leta 1930 je bilo aretiranih pet tisoč političnih nasprotnikov, volitve pa so bile prirejene tako, da so večino sedežev podelili prorežimskemu nestrankarskemu bloku, ki je sodeloval z vlado.
Avtoritarni sanacijski režim ("sanacija" naj bi pomenila "zdravljenje"), ki ga je Piłsudski vodil do svoje smrti leta 1935 in je ostal v veljavi do leta 1939, je odseval diktatorjevo razvoj iz levosredinskega v skrajno konservativnega politika. Političnim institucijam in strankam je bilo omogočeno delovanje, vendar je bil volilni proces manipuliran, tisti, ki niso bili pripravljeni pokorno sodelovati z režimom, pa so bili podvrženi represiji. Od leta 1930 so vztrajne nasprotnike režima, mnoge levičarskega prepričanja, zapirali in obsojali na stroge kazni na zrežiranih sodnih procesih, kot je bil proces v Brestu. Zaprti so bili v zaporu Bereza Kartuska in taboriščih za politične zapornike. Od leta 1934 do 1939 je bilo v internacijskem taborišču Bereza v različnih obdobjih brez sojenja priprtih približno tri tisoč oseb. Leta 1936, na primer, je bilo tja odpeljanih 369 aktivistov, vključno s 342 poljskimi komunisti. Uporniški kmetje so se uprli leta 1932 in 1933 in leta 1937 stavkali. Druge civilne nemire so povzročali stavkajoči industrijski delavci, na primer v "krvavi pomladi" leta 1936, nacionalistični Ukrajinci in aktivisti porajajočega se beloruskega gibanja. Vsi so postali tarče neusmiljene policijsko-vojaške pacifikacije. Režim je poleg politične represije spodbujal kult osebnosti Józefa Pilsudskega, ki je obstajal že dolgo preden je prevzel diktatorsko oblast.
Pilsudski je leta 1932 podpisal sovjetsko-poljski pakt o nenapadanju in leta 1934 nemško-poljsko izjavo o nenapadanju, vendar je leta 1933 vztrajal, da Poljska ni ogrožena niti z vzhoda niti z zahoda, in izjavil, da je poljska politika osredotočena na to, da bi postala popolnoma neodvisna in brez služenja tujim interesom. Začel je izvajati politiko ohranjanja enake razdalje in prilagodljive srednje smeri do obeh velikih sosed, ki jo je kasneje nadaljeval Józef Beck. Pilsudski je obdržal osebni nadzor nad vojsko, ki je bila slabo opremljena, slabo usposobljena in slabo pripravljena na morebitne prihodnje spopade. Njegov edini vojaški načrt je bila obrambna vojna proti sovjetski invaziji.</ref> Počasna modernizacija po njegovi smrti je močno zaostajala za napredkom, ki so ga dosegle poljske sosede, ukrepi za zaščito zahodne meje, ki jih je Piłsudski prekinil od leta 1926, pa so bili sprejeti šele marca 1939.
Sanacijski poslanci v Sejmu so leta 1935 s parlamentarnim manevrom odpravili demokratično Marčno ustavo in sprejeli bolj avtoritarno Aprilsko ustavo, ki je zmanjšala pristojnosti Sejma, ki ga je Piłsudski preziral. 
Opozicija je postopek in ustavo, ki je iz njega izhajala, imela za nelegitimna. Poljska vlada v izgnanstvu med drugo svetovno vojno je Aprilsko ustavo kljub temu priznala, da bi ohranila pravno kontinuiteto poljske države.
Med letoma 1932 in 1933 sta Pilsudski in Beck sprožila več incidentov ob mejah z Nemčijo in Danzigom, da bi preverila, ali bodo zahodne sile zaščitile versajske dogovore, od katerih je bila odvisna poljska varnost, in kot pripravo na preventivno vojno proti Nemčiji. Vlada je istočasno poslala delegaciji v London in Pariz z zahtevo, da zaustavita nemško oboroževanje. Invazija Poljske na Danzig je bila načrtovana za 21. april 1933, po odkritju, da je tam neverjetno veliko vojakov, pa je bila preložena. Ker bi invazija predstavljala resno vojaško grožnjo Nemčiji in ni imela resne podpore zaveznikov, so Poljaki idejo o invaziji sčasoma opustili. Nečija je v letih 1933 in 1934 povečala svoje izdatke za oborožitev za 68 %. Januarja 1934 sta Poljska in Nemčija podpisali desetletni pakt o nenapadanju.
Ko je maršal Pilsudski leta 1935 umrl, je ohranil simpatije večine poljske družbe, čeprav ni nikoli tvegal preizkusiti svoje priljubljenosti na poštenih volitvah. Njegov režim je bil diktatorski. Od držav, ki so mejile na Poljsko, je ostala demokratična samo Češkoslovaška. Zgodovinarji imajo zelo različna mnenja tako o pomenu in posledicah državnega udara, ki ga je izvedel Pilsudski, kot o njegovi osebni vladavini, ki je sledila.

### Družbeni in gospodarski trendi v medvojnem obdobju
Neodvisnost je v medvojnem obdobju spodbudila razvoj poljske kulture z dokaj viosokimi intelektualnimi dosežki. Varšava, katere prebivalstvo se je med prvo in drugo svetovno vojno skoraj podvojilo, je bila nemirna rastoča metropola in prehitela Krakov, Lvov in Vilno. Postala je drugo najštevilčnejše mesto v državi.
Represija sanacijskih oblasti večinske poljske družbe na splošno ni prizadela. Mnogo Poljakov je uživalo relativno stabilnost. Gospodarstvo se je med letoma 1926 in 1929 opazno izboljšalo, nato pa ga je doletela velika svetovna gospodarska kriza. Po letu 1929 sta industrijska proizvodnja in bruto narodni dohodek države upadla za približno 50 %.
Velika kriza je kmetom prinesla nizke cene kmetijskih proizvodov, delavcem pa brezposelnost. Družbene napetosti so se povečale, vključno z naraščajočim antisemitizmom. Veliko gospodarsko preobrazbo in večletni državni načrt za dosego nacionalnega industrijskega razvoja, sprožen leta 1936, je vodil minister Eugeniusz Kwiatkowski. Pobuda, ki jo je motivirala predvsem potreba po domači industriji orožja, se je začela udejanjati šele malo pred izbruhom druge svetovne vojne. Kwiatkowski je bil tudi glavni arhitekt projekta pristanišče Gdinija.
Nacionalizem, ki je prevladoval v političnih krogih, je spodbujala številčnost narodnih manjšin in njihovi različni interesi. Po jezikovnem merilu poljskega popisa prebivalstva leta 1931 so Poljaki predstavljali 69 % prebivalstva, Ukrajinci 15 %, Judje, opredeljeni kot govorci jidiša, 8,5 %, Belorusi 4,7 %, Nemci 2,2 %, Litovci 0,25 %, Rusi 0,25 % in Čehi 0,09 %, pri čemer je na nekaterih geografskih območjih prevladovala določena manjšina. Etnični konflikti so se sčasoma stopnjevali in poljska država je postajala vedno manj strpna do svojih narodnih manjšin. 
V medvojni Poljski je obvezno brezplačno osnovno šolstvo bistveno zmanjšalo stopnjo nepismenosti, vendar je bilo hkrati diskriminatorno. Dramatično se je zmanjšalo število ukrajinskih šol, vpis Judov v izbrane šole pa je bil v poznih 30. letih omejen.
Število prebivalcev je vztrajno raslo in leta 1939 doseglo 35 milijonov, splošno gospodarsko stanje v obdobju med vojnama pa je stagniralo. Na Poljskem je bilo malo kapitala in malo zanimanja tujcev za naložbe v tej državi. Celotna industrijska proizvodnja se je med letoma 1913 in 1939 komaj kaj povečala, zaradi povečanega števila prebivalcev s 26,3 milijona leta 1919 na 34,8 milijona leta 1939 pa se je proizvodnja na prebivalca dejansko zmanjšala za 18 %.
Razmere v prevladujočem kmetijskem sektorju so se med letoma 1929 in 1939 stalno slabšale, kar je povzročilo nemire na podeželju in postopno radikalizacijo poljskega kmečkega gibanja, ki se je vse bolj nagibalo k militantnim protidržavnim dejavnostim. Oblast je vse te dejavnosti močno zatirala. Po besedah Normana Daviesa so neuspehi sanacijskega režima, skupaj z objektivno gospodarsko realnostjo, povzročili radikalizacijo poljskih množic proti koncu 30. let dvajsetega stoletja. Avtor hkrati svari pred primerjavami stanja na Poljskem s stanji v neprimerljivo bolj represivnih režimih nacistične Nemčije in stalinistične Sovjetske zveze.

### Zadnja leta sanacije (1935–1939)
Po smrti Piłsudskega leta 1935 so Poljsko do nemške invazije leta 1939 in sprva med njo vodili njegovi zavezniki in podrejeni častniki, znani kot "polkovniki Piłsudskega". Polkovniki niso imeli niti vizije niti sredstev, da bi se spopadli z nevarnim položajem, s katerim se je soočila Poljska v poznih 30. letih dvajsetega stoletja. Ko je Piłsudski še živel, so postopoma prevzemali večja pooblastila, tako da so v zakulisju manipulirali z bolnim maršalom. Sčasoma so dosegli odkrito politizacijo vojske, ki ni pripravila države na vojno.
Za zunanjo politiko je bil odgovoren Józef Beck, pod katerim je poljska diplomacija poskušala vzpostaviti uravnotežene odnose z Nemčijo in Sovjetsko zvezo. Takšni poskusi so bili neuspešni zaradi napačnega razumevanja evropske ozemeljske politike in časa. Beck je imel številne zunanjepolitične sheme in gojil iluzije o statusu Poljske kot velike sile. Odtujil je večino poljskih sosed, vendar ga zgodovinarji ne krivijo za končni neuspeh odnosov z Nemčijo. Glavni dogodki njegovega mandata so bili zgoščeni v zadnjih dveh letih. V primeru poljskega ultimata Litvi leta 1938 je poljska akcija skoraj povzročila nemško zasedbo jugozahodne litvanske regije Klaipėda (Memel), kjer je prevladovalo nemško prebivalstvo. Tudi leta 1938 se je poljska vlada oportunistično lotila sovražne akcije proti češkoslovaški državi, ki je bila oslabljena z Münchenskim sporazumom, in si priključila majhen kos ozemlja na njenih mejah. V tem primeru se je Beckovo razumevanje posledic poljske vojaške operacije izkazalo za popolnoma zmotno, saj je nemška okupacija Češkoslovaške na koncu močno oslabila tudi položaj same Poljske. Poleg tega je Beck zmotno verjel, da bo nezdružljivost nacistične in sovjetske ideologije preprečila njuno sodelovanje.
Doma so vse bolj odtujene in zatirane manjšine grozile z nemiri in nasiljem. Skrajni nacionalistični krogi, kot je bil Nacionalni radikalni tabor, so postali bolj odkriti. Ena od skupin, Tabor narodne enotnosti, je združevala številne nacionaliste s podporniki sanacije in je bila povezana z novo močno politično osebnostjo, maršalom Edvardom Rydz-Śmigłyjem, čigar frakcija vladajočega gibanja sanacije je bila vse bolj nacionalistična.
V poznih 30. letih 20. stoletja je izgnanski blok Fronta Morges združil več pomembnih poljskih protisanacijskih osebnosti, vključno z Ignacijem Paderewskim, Vladislavom Sikorskim, Vincencom Witosom, Vojčehom Korfantyjem in Jozefom Hallerjem. Na Poljskem je pridobila le malo vpliva, vendar se je njen duh znova pojavil med drugo svetovno vojno znotraj poljske vlade v izgnanstvu.
Oktobra 1938 je Joachim von Ribbentrop prvič predlagal nemško-poljske ozemeljske prilagoditve in sodelovanje Poljske v paktu proti Kominterni in Sovjetski zvezi. Eno od ključnih jabolk spora je bil status svobodnega mesta Danzig. Poljska vlada, ki jo je marca 1939 znova nagovoril Ribbentrop, je izrazila pripravljenost obravnavati vprašanja, ki so povzročala zaskrbljenost Nemčije, vendar je dejansko zavrnila njene zahteve in s tem zavrnila, da bi Adolf Hitler Poljsko spremenil v nemško marionetno državo. Hitler, razburjen zaradi britanskih in francoskih izjav o podpori Poljski, je konec aprila 1939 razveljavil nemško-poljsko izjavo o nenapadanju.
Da bi se zaščitila pred vse bolj agresivno nacistično Nemčijo, ki je že bila odgovorna za priključitev Avstrije v Anschlussu leta 1938, Češkoslovaške leta 1939 in dela Litve po nemškem ultimatu Litvi leta 1939, je Poljska sklenila vojaško zavezništvo z Veliko Britanijo in Francijo. Obe zahodni sili sta bili usmerjeni v svojo obrambo in nista imeli niti ustreznega geografskega položaja niti virov, da bi pomagali Poljski. Poljska je poskušala spodbuditi tudi svoje sodelovanje s Sovjetsko zvezo, ki so ga imeli za vojaško vzdržno.
Diplomatski manevri so se nadaljevali spomladi in poleti 1939, vendar so v zadnjih poskusih francosko-britanski pogovori s Sovjeti v Moskvi o oblikovanju protinacističnega obrambnega vojaškega zavezništva propadli. Zavrnitev Varšave, da Rdeči armadi dovoli delovanje na poljskem ozemlju, je zahodna prizadevanja obsodila na propad. Zadnja sporna zavezniško-sovjetska izmenjava je potekala 21. in 23. avgusta 1939. Režim Josifa Stalina je bil tarča intenzivne nemške protiiniciative in je bil hkrati vpleten v vse bolj učinkovita pogajanja s Hitlerjevimi agenti. 23. avgusta je izid, ki je bil v nasprotju s prizadevanji zaveznikov, postal resničnost: Nemčija in Sovjetska zveza sta v Moskvi v naglici podpisali pakt Molotov-Ribentrop, ki je na skrivaj predvideval razdelitev Poljske na območja pod nadzorom nacistov in Sovjetske zveze.

## Druga svetovna vojna

### Invaziji in odpor
1. septembra 1939 se je na Hitlerjev ukaz začela invazija na Poljsko, uvodni dogodek druge svetovne vojne. Poljska je pred kratkim 25. avgusta 1939 podpisala angleško-poljsko vojaško zavezništvo in bila dolgo v zavezništvu s Francijo. Zahodni sili sta kmalu napovedali vojno Nemčiji, vendar sta ostali večinoma nedejavni. Prve spopade sta imeli za lažno vojno in napadeni državi nista ponudili nobene pomoči. Tehnično in številčno premočne enote Wehrmachta so hitro napredovale proti vzhodu in na celotnem okupiranem ozemlju množično pobijale poljsko civilno prebivalstvo.
17. septembra se je začela sovjetska invazija na vzhodno Poljsko. Sovjetska zveza je hitro okupirala večino vzhodne Poljske z veliko ukrajinsko in belorusko narodno manjšino. Oba napadalca sta si razdelila poljsko ozemlje skladno s tajnim paktom Molotov–Ribbentrop. Najvišji poljski vladni uradniki in vojaško poveljstvo so pobegnili z vojnega območja in sredi septembra prispeli na romunsko mostišče. Po napadu Sovjetske zveze so poiskali zatočišče v Romuniji.
Bitke, v katerih so Poljaki zdržali najdlje, so bile obleganje Varšave, bitka pri Helu in odpor samostojne operativne skupine Polesje. Varšava je padla 27. septembra po močnem nemškem bombardiranju, v katerem je bilo ubitih več deset tisoč civilistov in vojakov. Po kapitulaciji je bila Poljska razdeljena skladno s pogoji nemško-sovjetskega mejnega sporazuma, podpisanega v Moskvi 29. septembra 1939.
Gerhard Weinberg je trdil, da je bil najpomembnejši poljski prispevek v drugi svetovni vojni njeno sodelovanja pri razbijanju nemških šifer. To je Britancem omogočilo izvedbo kriptoanalize Enigme in dešifriranje glavne nemške vojaške kode, kar je zaveznikom dalo veliko prednost v nadaljevanju vojne. Kar zadeva dejanske vojaške akcije, so nekateri poljski zgodovinarji trdili, da je bil zgolj odpor v invaziji na Poljsko kljub njenemu porazu največji prispevek države k zmagi nad nacistično Nemčijo. Poljska vojska s skoraj enim milijonom mož je znatno odložila začetek bitke za Francijo, ki so jo Nemci načrtovali za leto 1939. Ko se je nacistična ofenziva na zahodu res zgodila, je bila zaradi zamude manj učinkovita, kar je bil morda odločilni dejavnik za zmago v bitki za Britanijo.
Po nemškem napadu na Sovjetsko zvezo v operaciji Barbarossa junija 1941 je celo ozemlje predvojne Poljske okupirala nemška vojska.
Nemški okupirani del Poljske je bil leta 1939 razdeljen na dva dela: poljska ozemlja, vključena neposredno v Tretji rajh, in ozemlja pod oblastjo tako imenovane Generalne okupacijske vlade. Poljaki so organizirali podtalno odporniško gibanje in poljsko vlado v izgnanstvu, ki je delovala sprva v Parizu in od julija 1940 v Londonu. Poljsko-sovjetski diplomatski odnosi, prekinjeni septembra 1939, so bili obnovljeni julija 1941 v skladu s sporazumom Sikorski – Mayski, ki je olajšal oblikovanje poljske (Andersove) vojske v Sovjetski zvezi. Novembra 1941 je ministrski predsednik Sikorski odletel v Sovjetsko zvezo na pogajanja s Stalinom o njeni vlogi na sovjetsko-nemški fronti. Britanci so želeli imeti poljske vojake na Srednjem vzhodu. Stalin se je s tem strinjal in poljska vojska je bila evakuirana iz Sovjetske zveze.
Organizacije poljske podtalne države, ki so med vojno delovale na Poljskem, so bile zveste in formalno podrejene poljski vladi v izgnanstvu. S slednjo je sodelovala preko njene vladne delegacije za Poljsko. Med drugo svetovno vojno se je več sto tisoč Poljakov pridružilo podtalni Poljski domovinski vojski (Armia Krajowa), delu poljskih oboroženih sil vlade v izgnanstvu. Približno 200.000 Poljakov se je borilo na zahodni fronti v poljskih oboroženih enotah, zvestih vladi v izgnanstvu, okoli 300.000 pa v poljskih oboroženih silah na vzhodu pod sovjetskim poveljstvom vzhodne fronte. Prosovjetsko odporniško gibanje na Poljskem, ki ga je vodila Poljska delavska stranka, je delovalo od leta 1941. Nasprotovale so mu postopoma nastajajoče skrajno nacionalistične nacionalne oborožene sile.
Od konca leta 1939 je bilo več sto tisoč Poljakov iz sovjetskih okupiranih območij deportiranih na vzhod. Od višjega vojaškega osebja in drugih, za katere so Sovjeti menili, da ne želijo sodelovati ali so potencialno škodljivi, so jih približno 22.000 na skrivaj usmrtili v Katinskem gozdu. Ko je nemška vojska objavila odkritje množičnih grobišč, v katerih so bili umorjeni častniki poljske vojske, ja aprila 1943 Sovjetska zveza prekinila vse slabše odnose s poljsko vlado v izgnanstvu. Sovjeti so trdili, da so Poljaki storili sovražno dejanje, ko so zahtevali, da ta poročila razišče Rdeči križ.
Leta 1941 se je začelo izvajanje nacistične končne rešitve judovskega vprašanja in holokavst na Poljskem se je silovito razmahnil. Varšava je bila aprila in maja 1943 prizorišče upora v varšavskem getu, ki ga je sprožila likvidacija varšavskega geta s strani nemških enot SS. Odprava judovskih getov v okupirani Poljski je potekala v številnih mestih. Jude iz getov so vozili v taborišča smrti in jih pomorili. Vstaje, ki so jih organizirali Judovska bojna organizacija in drugi obupani judovski uporniki, so potekale v nemogoćih razmerah in niso imele nobenih možnosti za uspeh.

### Sovjetsko napredovanje 1944-1945 in varšavska vstaja
V času naraščajočega sodelovanja med zahodnimi zavezniki in Sovjetsko zvezo po nacistični invaziji leta 1941 je bil vpliv poljske vlade v izgnanstvu resno zmanjšan zaradi smrti predsednika vlade in njenega najsposobnejšega voditelja Vladislava Sikorskega v letalski nesreči 4. julija 1943. Približno takrat so se v Sovjetski zvezi oblikovale poljske komunistične civilne in vojaške organizacije pod vodstvom Vande Wasilewske in s podporo Stalina, ki so nasprotovale vladi v izgnanstvu.
Julija 1944 sta Rdeča armada in Poljska ljudska armada pod sovjetskim poveljstvom prišli na ozemlje bodoče povojne Poljske. V dolgotrajnih bojih v letih 1944 in 1945 so Sovjeti in njihovi poljski zavezniki premagali in izgnali nemško vojsko iz Poljske za ceno več kot 600.000 padlih sovjetskih vojakov.
Največji posamični podvig poljskega odporniškega gibanja v drugi svetovni vojni in velik politični dogodek je bila varšavska vstaja, ki se je začela 1. avgusta 1944. Vstajo, v kateri je sodelovala večina mestnega prebivalstva, je spodbudila podtalna domobranska vojska in odobrila poljska vlada v izgnanstvu v poskusu vzpostavitve nekomunistične poljske uprave pred prihodom Rdeče armade. Vstaja je bila prvotno načrtovana kot kratkotrajna oborožena demonstracija v pričakovanju, da bodo sovjetske sile, ki so se približevale Varšavi, pomagale v kakršni koli bitki za zavzetje mesta. Sovjeti v vstaji niso posredovali in so ustavili svoje napredovanje ob reki Visli. Nemci so izkoristili priložnost in brutalno zatrli upor zahodno usmerjenih vstajnikov.
Upor je trajal dva meseca in povzročil smrt ali izgon več sto tisoč civilistov iz mesta. Potem ko so se 2. oktobra poraženi Poljaki predali, so Nemci po Hitlerjevem ukazu izvedli načrtno uničenje Varšave, ki je izbrisalo preostalo infrastrukturo mesta. Poljska Prva armada, ki se je bojevala skupaj s sovjetsko Rdečo armado, je 17. januarja 1945 vstopila v opustošeno Varšavo. Po mnenju zgodovinarjev Czesława Brzoze in Andrzeja Leona Sowe ukazi o nadaljnjih vojaških ofenzivah, izdani konec avgusta 1944 kot nadaljevanje operacije Vihar, kažejo na izgubo občutka odgovornosti za usodo države v vodstvu uporniškega gibanja.</ref>

### Zavezniške konference, poljske vlade
Po Teheranski konferenci konec leta 1943 je med tremi velikimi silami, ZDA, Združenim kraljestvom in Sovjetsko zvezo, obstajal širok dogovor, da bi se meji med Nemčijo in Poljsko ter Poljsko in Sovjetsko zvezo po koncu druge svetovne vojne temeljito spremenili. Stalinovo stališče, da je treba Poljsko premakniti daleč na zahod, so sprejeli tudi poljski komunisti, organizirani v Poljski delavski stranki in Zvezi poljskih domoljubov. Kvaziparlamentarni Državni narodni svet pod vodstvom komunistov je v Varšavi obstajal od začetka leta 1944. Julija 1944 je bil v Lublinu ustanovljen Poljski komite narodne osvoboditve pod nadzorom komunistov, ki naj bi nominalno upravljal območja, osvobojena izpod nemške oblasti. Ustanovitev je sprožila proteste premierja Stanislava Mikołajczyka in njegove poljske vlade v izgnanstvu.
Do konference v Jalti februarja 1945 so komunisti že ustanovili začasno vlado Republike Poljske. Stališče Sovjetske zveze na konferenci je imelo veliko veljavo zaradi njenega odločilnega prispevka k vojnim uspehom in zaradi okupacije ogromnega ozemlja v Srednji in Vzhodni Evropi. Velike sile so zagotovile, da se bo začasna komunistična vlada spremenila v entiteto, ki bo vključevala demokratične sile iz države in tujine. Vlada v izgnanstvu s sedežem v Londonu ni bila izrecno omenjena. Dogovorjena cilja sta bila začasna vlada narodne enotnosti in poznejše demokratične volitve. Razočarajoči rezultati teh načrtov in neuspeh zahodnih sil, da bi zagotovile številčno udeležbo nekomunistov v prvi povojni poljski vladi, so številni Poljaki videli kot manifestacijo izdaje Zahoda.

### Vojne izgube, iztrebljanje Judov in Poljakov
Obseg človeških izgub, ki jih je utrpela Poljska med drugo svetovno vojno, je zaradi pomanjkanja natančnih podatkov težko ugotoviti. Poleg tega je treba številne trditve iz preteklosti obravnavati kot sumljive zaradi napačne metodologije in želje po spodbujanju določenih političnih programov. Zadnji razpoložljivi uradni dokument o številu etničnih Poljakov in etničnih manjšin je poljski popis prebivalstva iz leta 1931. Natančni podatki o številu prebivalcev za leto 1939 niso znani.
Po podatkih ameriškega Spominskega muzeja holokavsta je bilo med vojno ubitih najmanj 3 milijone poljskih Judov in najmanj 1,9 milijona nejudovskih poljskih civilistov. Po navedbah zgodovinarjev Brzoze in Sowe je bilo pobitih okoli 2 milijona etničnih Poljakov, niti približno pa ni znano, koliko je umrlo Poljakov drugih narodnosti, vključno z Ukrajinci, Belorusi in Nemci. Milijoni poljskih državljanov so bili deportirani v Nemčijo na prisilno delo ali v nemška uničevalna taborišča, kot so bila Treblinka, Auschwitz in Sobibór. Nacistična Nemčija je nameravala dokončno iztrebiti Jude z dejanji s skupnim imenom holokavst. Z območij, ki jih je okupirala nacistična Nemčija, naj bi izgnali vse Poljake in jih postopoma ponovno naselili z Nemci. Proces se je začel že leta 1939. Nacistične operacije so dozorele v načrt, znan kot Generalplan Ost, ki je pomenil razselitev, zasužnjenje in delno iztrebljenje Slovanov. Načrt bi moral biti uresničen v 15 letih.
Večina Poljakov je ostala brezbrižna do judovske stiske in Judom ni pomagala.
 Med tistimi, ki so pomagali pri reševanju, skrivanju in varovanju Judov pred nacističnimi grozodejstvi, sta Jad Vašem in država Izrael 6992 posameznikov priznala za Pravičnike med narodi.
V poskusu, da bi onesposobili poljsko družbo, so nacisti in Sovjeti med dogodki, kot so nemška Akcija-AB na Poljskem, operacija Tannenberg in pokol v Katinu, usmrtili na desettisoče pripadnikov inteligence in voditeljev skupnosti. Več kot 95 % izgub Judov in 90 % izgub etničnih Poljakov je neposredno povzročila nacistična Nemčija, medtem ko so 5 % izgub etničnih Poljakov povzročili Sovjeti in 5 % ukrajinski nacionalisti. Obsežna judovska prisotnost na Poljskem, ki je trajala stoletja, je bila precej hitro končana s politiko iztrebljanja, ki so jo izvajali nacisti med vojno. Valovi razseljevanja in izseljevanja, ki so se zgodili med vojno in po njej, so iz Poljske odstranili večino Judov, ki so preživeli vojno. Nadaljnje znatno judovsko izseljevanje je sledilo dogodkom, kot sta bila poljska oktobrska politična otoplitev leta 1956 in poljska politična kriza leta 1968.
V letih 1940–1941 je sovjetski režim deportiral okoli 325.000 poljskih državljanov. Ocenjuje se, de je v izgnanstvu umrlo najmanj 100.000 ljudi.
V letih 1943–1944 so ukrajinski nacionalisti, povezani z Organizacijo ukrajinskih nacionalistov (OUN) in Ukrajinsko vstajniško vojsko, zagrešili poboje Poljakov v Voliniji in vzhodni Galiciji. Ocene števila poljskih civilnih žrtev so zelo različne, od 10.000 do 100.000.
Približno 90 % poljskih vojnih žrtev je umrlo v zaporih, taboriščih smrti, racijah, usmrtitvah, uničenjih getov in zaradi epidemij, lakote, prekomernega dela in slabega ravnanja. Vojna je pustila milijon otrok sirot in 590.000 invalidov. Država je izgubila 38 % svojega nacionalnega premoženja, medtem ko je Velika Britanija izgubila le 0,8 % in Francija le 1,5 %. Sovjetska zveza si je prilastila skoraj polovico predvojne Poljske, vključno z dvema velikima kulturnima središčema Lvov in Vilna.
Politiki nacistične Nemčije so po vojni sodili na Mednarodnem vojaškem sodišču v Nürnbergu in poljskih procesih za genocid in presodili, da je bila usmerjena v iztrebljanje Judov, Poljakov in Romov in imela "vse značilnosti genocida v njegovem biološkem pomenu".

### Spreminjanje meja in preseljevanje prebivalstva
Po določilih Potsdamskega sporazuma iz leta 1945, ki so ga podpisale tri zmagovalne velike sile, je Sovjetska zveza obdržala večino ozemelj, zavzetih na podlagi sporazuma Molotov-Ribbentrop iz leta 1939, vključno z zahodno Ukrajino in zahodno Belorusijo. Litva in območje Königsberga v Vzhodni Prusiji sta bila uradno vključena v Sovjetsko zvezo, Litva brez priznanja zahodnih sil.
Poljska je dobila nadomestilo z večjim delom Šlezije, vključno z Breslauom (Vroclav) in Grünbergom (Zielona Góra), večjim delom Pomorjanskega, vključno s Stettinom (Szczecin), in večjim južnim delom nekdanje Vzhodne Prusije, skupaj z Danzigom (Gdańsk). Končno rešitev je pričakovala od končne mirovne konference za Nemčijo, ki je nazadnje nikoli ni bilo.
Poljske oblasti so ozemlja, pridobljena na zahodu, imenovale "Povrnjena ozemlja" in so jih vključile v obnovljeno poljsko državo. S porazom Nemčije se je Poljska premaknila proti zahodu glede na svojo predvojno lego na območje med Odro–Niso na zahodu in Curzonovo linijo na vzhodu. Curzonova linija kot meja med ZSSR in Poljsko je bila določena že 8. decembra 1919, a jo je Poljska leta 1921 prestopila in zasedla zahodno Ukrajino in Belorusijo. Poljska je po prestavitvi meja postala bolj kompaktna država z veliko širšim dostopom do morja. Poljaki so izgubili 70 % svojih predvojnih zalog nafte, a so od Nemcev dobili visoko razvito industrijsko bazo in infrastrukturo, ki je prvič v poljski zgodovini omogočila raznoliko industrijsko gospodarstvo.
Beg in izgon Nemcev iz predvojne vzhodne Nemčije, zdaj Poljske, se je začel pred in med sovjetsko osvojitvijo teh regij in se je nadaljeval v letih neposredno po vojni. Do leta 1950 je bilo evakuiranih, izgnanih ali preseljenih 8.030.000 Nemcev.
Zgodnje izgone iz Poljske so izvedle poljske komunistične oblasti že pred Potsdamsko konferenco. Imenovali so jih "divji izgoni" in so se dogajali od junija do sredine julija 1945, ko sta poljska vojska in milica izgnali skoraj vse Nemce iz okrožij neposredno vzhodno od črte Odra–Nisa. Njihov namen je bil zagotoviti vzpostavitev etnično homogene Poljske. Približno 1 % (100.000) nemškega civilnega prebivalstva vzhodno od črte Odra–Nisa je padlo v bojih pred vdajo maja 1945. 200.000 Nemcev je bilo pred izgonom v Nemčijo na prisilnem delu. V delovnih taboriščih, na primer v Zgodi in Potulicah, jih je veliko umrlo. Od tistih Nemcev, ki so ostali v novih mejah Poljske, se jih je veliko kasneje odločilo za izselitev v povojno Nemčijo.
Na drugi strani se je 1,5–2 milijona etničnih Poljakov preselilo ali izgnalo s prej poljskih območij, ki jih je priključila Sovjetska zveza. Velika večina je bila preseljena na nekdanja nemška ozemlja. Najmanj en milijon Poljakov je ostal v nekdanji Sovjetski zvezi, vsaj pol milijona pa jih je končalo na Zahodu ali drugje izven Poljske. V nasprotju z uradno izjavo, da je treba nekdanje nemške prebivalce obnovljenih ozemelj hitro odstraniti, da bi tja naselili Poljake z vzhoda, so se ta ozemlja sprva soočala z resnim pomanjkanjem prebivalstva.
Številni izgnani Poljaki se niso mogli vrniti v državo, za katero so se borili, ker so pripadali političnim skupinam, nezdružljivim z novimi komunističnimi režimi, ali ker so izvirali iz območij predvojne vzhodne Poljske, ki so bila vključena v Sovjetsko zvezo. Nekatere so od vrnitve odvrnila opozorila, da bodo ogroženi vsi, ki so služili v vojaških enotah na Zahodu. Številne Poljake so sovjetske oblasti preganjale, aretirale in mučile zaradi pripadnosti domobranski vojski ali drugim formacijam ali pa so jih preganjali, ker so se borili na Zahodni fronti.
"Etnično očiščena" so bila tudi ozemlja na obeh straneh nove poljsko-ukrajinske meje. Od Ukrajincev in Lemkov, ki so živeli na Poljskem znotraj novih meja (okoli 700.000), jih je bilo skoraj 95 % leta 1947 prisilno preseljenih v sovjetsko Ukrajino ali na nova ozemlja v severni in zahodni Poljski v okviru operacije Visla. V Voliniji je bilo pobitih ali izgnanih 98 % predvojnih Poljakov. V vzhodni Galiciji se je poljsko prebivalstvo zmanjšalo za 92 %.
Po oceni zgodovinarja Jana Grabowskega je na poljskem ozemlju preživelo okoli 50.000 od 250.000 poljskih Judov, ki so pobegnili pred nacisti med likvidacijo getov. Ostali so umrli. Več Judov je bilo repatriiranih iz Sovjetske zveze in drugod. Popis prebivalstva februarja 1946 je pokazal, da je znotraj novih meja Poljske živelo približno 300.000 Judov. Veliko preživelih se je zaradi povojnega protijudovskega nasilje na Poljskem odločilo ali bilo prisiljeno na izselitev iz države.
Zaradi spreminjanja meja in množičnih migracij ljudi različnih narodnosti je imela nastajajoča komunistična Poljska večinoma homogeno, etnično poljsko prebivalstvo - 97,6 % glede na popis prebivalstva decembra 1950. Pripadnikov drugih etničnih manjšin niso niti oblasti niti sosedje spodbujali k poudarjanju svoje etnične pripadnosti.

## Ljudska republika Poljska (1945-1989)

### Povojna borba za oblast
Kot odgovor na direktive Jaltske konference februarja 1945 je bila junija 1945 pod sovjetskim okriljem ustanovljena začasna poljska vlada narodne enotnosti, ki so jo kmalu priznale ZDA in številne druge države. Sovjetska dominacija je bila očitna že od začetka, saj so bili nekateri vidni voditelji poljske podtalne države po vojni privedeni pred sodišče v Moskvi. V letih takoj po vojni so nastajajočo komunistično oblast izpodbijale opozicijske skupine, tudi vojaško tako imenovani "prekleti vojaki", od katerih je na tisoče padlo v oboroženih spopadih ali pa jih je Ministrstvo za javno varnost zasledovalo in usmrtilo. Gverilci so svoje upe pogosto vezali na pričakovanja skorajšnjega izbruha tretje svetovne vojne in poraza Sovjetske zveze. Poljski desničarski upor je po amnestiji februarja 1947 zbledel.
Referendum poljskega ljudstva junija 1946 je pripravila komunistična Poljska delavska stranka, da bi legitimizirala svojo prevlado v poljski politiki in zahtevala široko podporo politiki stranke. Čeprav je sporazum iz Jalte zahteval svobodne volitve, so poljske zakonodajne volitve januarja 1947 nadzorovali komunisti. Nekateri demokratični in prozahodni elementi, ki jih je vodil Stanisław Mikołajczyk, nekdanji predsednik vlade v izgnanstvu, so sodelovali v začasni vladi in na volitvah leta 1947, vendar so bili na koncu izločeni z volilno goljufijo, ustrahovanjem in nasiljem. V času hude politične konfrontacije in radikalnih gospodarskih sprememb so člani Mikołajczykovega agrarnega gibanja (Poljska ljudska stranka) poskušali ohraniti obstoječe vidike mešanega gospodarstva ter zaščititi lastninske in druge pravice. Po volitvah leta 1947 je vlada narodne enotnosti prenehala obstajati in komunisti so se usmerili v odpravo povojne delno pluralistične "ljudske demokracije" in jo nadomestili z državnim socialističnim sistemom. Frontni demokratični blok, v katerem so na volitvah leta 1947 prevladovali komunisti, se je leta 1952 spremenil v Fronto narodne enotnosti in uradno postal vir vladne oblasti. Poljska vlada v izgnanstvu, ki ni bila mednarodno priznana, je neprekinjeno obstajala do leta 1990.

### Stalinizem (1948-1955)
Ljudska republika Poljska (Polska Rzeczpospolita Ludowa) je bila ustanovljena pod vodstvom kounistične Poljske združene delavske stranke (PZDS). Spremeba imena iz Republika Poljska ni bilo uradno sprejeto, a se je kljub temu uporabljalo do objave Ustave Ljudske republike Poljske leta 1952.
Vladajoča PZDS je bila ustvarjena s prisilno združitvijo komunistične Poljske delavske stranke (PDS) in zgodovinsko nekomunistične Poljske socialistične stranke (PSS) decembra 1948. Vodja PDS je bil njen vojni voditelj Vladislav Gomułka, ki je leta 1947 razglasil "poljsko pot v socializem", katere namen je bil zajeziti (in ne izkoreniniti) kapitalistične elemente. Leta 1948 so ga stalinistične oblasti preglasovale, odstranile in zaprle. PSS je bila ustanovljena leta 1944 in bila od takrat povezana s komunisti. Vladajoči komunisti, ki so v povojni Poljski za identifikacijo svoje ideološke podlage raje uporabljali izraz "socializem" namesto "komunizem", so morali vključiti mlajšega socialističnega partnerja, da bi razširili svojo privlačnost, zahtevali večjo legitimnost in odpraviti konkurenco na politični levici. Socialisti, ki so izgubljali organiziranost, so bili deležni političnih pritiskov, ideoloških čiščenj in čistk, da bi postali primerni za združevanje pod pogoji PDS. Vodilna prokomunistična voditelja socialistov sta bila premierja Edward Osóbka-Morawski in Józef Cyrankiewicz.
V najbolj zatiralski fazi stalinističnega obdobja (1948–1953) je bil teror na Poljskem upravičen kot nujen za odpravo reakcionarne subverzije. Več tisoč domnevnim nasprotnikom režima je bilo samovoljno sojenih in veliko število jih je bilo usmrčenih. Ljudsko republiko so vodili diskreditirani sovjetski operativci, kot so bili Bolesław Bierut, Jakub Berman in Konstantin Rokossovski.
Katoliška cerkev na Poljskem je bila od leta 1949 podvržena zaplembi lastnine in drugim omejitvam, leta 1950 pa je bila prisiljena z vlado podpisati sporazum. Leta 1953 in kasneje, se je kljub delni otoplitvi po Stalinovi smrti tistega leta preganjanje Cerkve okrepilo in njen poglavar, kardinal Stefan Wyszyński, je bil priprt. Ključni dogodek v preganjanju poljske Cerkve je bilo sojenje krakovski kuriji januarja 1953.
Leta 1955 je bil ustanovljen Varšavski pakt kot protiutež Atlantskemu paktu (NATO), ustanovljenemu leta 1949. Poljska vojska je bila druga največja za sovjetsko Rdečo armado.

### Gospodarski in družbeni razvoj v zgodnjem komunističnem obdobju
Leta 1944 so velika kmetijska posestva in nekdanje nemške posesti na Poljskem začeli prerazporejati z zemljiško reformo, industrijo pa so nacionalizirali. Komunistično prestrukturiranje in vsiljevanje novih pravil so že v letih 1945–1947 naleteli na aktivno delavsko nasprotovanje. V triletnem državnem načrtu 1947–1949 se je nadaljevala obnova, socializacija in socialistično prestrukturiranje gospodarstva. Sledil je šestletni načrt 1950–55 za težko industrijo. Zaradi zavrnitve Marshallovega načrta leta 1947 so težnje po dohitevanju zahodnoevropskih življenjskih standardov postale nerealne.
Najvišja gospodarska prioriteta vlade je bil razvoj težke industrije, koristne za vojsko. Ustanovljene so bile državne ali od države nadzorovane institucije, skupne vsem socialističnim državam vzhodne Evrope, vključno s kolektivnimi kmetijami in delavskimi zadrugami. Slednje so konec 40. let dvajsetega stoletja razbili kot premalo socialistične, vendar so jih kasneje znova organizirali. Mala zasebna podjetja so bila izkoreninjena. Stalinizem je v družbeno življenje, kulturo in izobraževanje uvedel močno politično in ideološko propagando ter indoktrinacijo.
Velik napredek pa je bil narejen na področjih zaposlovanja, ker so skoraj vsi imeli službo, univerzalnega javnega izobraževanja, ki je skoraj izkoreninilo nepismenost odraslih, zdravstvene oskrbe in rekreacije. Številna zgodovinska mesta, vključno s središčema Varšave in Gdanska, ki sta bila opustošena med vojno, so bila z velikimi stroški obnovljena.
Program industrializacije je vodil do povečane urbanizacije ter izobraževalnih in kariernih možnosti za predvidene upravičence družbene preobrazbe v skladu s paradigmo kmetje-delavci-delavska inteligenca. Najpomembnejša izboljšava je bila dosežena v življenju poljskih kmetov, od katerih so mnogi lahko zapustili svoje obubožane in prenatrpane vaške skupnosti in iskali boljše življenje v urbanih središčih. Tisti, ki so ostali, so izkoristili izvajanje odloka o zemljiški reformi iz leta 1944 Poljskega odbora narodne osvoboditve, ki je prekinil zastarele, a zelo razširjene parafevdalne družbenoekonomske odnose na Poljskem. Stalinistični poskusi ustanavljanja kolektivnih kmetij so na splošno propadli. Zaradi urbanizacije se je nacionalni delež podeželskega prebivalstva v komunistični Poljski zmanjšal za približno 50 %. Večina prebivalcev poljskih mest še vedno živi v stanovanjskih blokih, zgrajenih v času komunizma, delno tudi za namestitev migrantov s podeželja.

### Odjuga in poljski oktober (1955-1958)
Marca 1956, potem ko je 20. kongres Komunistične partije Sovjetske zveze v Moskvi uvedel destalinizacijo, je bil za naslednika pokojnega Bolesława Bieruta za prvega sekretarja Poljske združene delavske stranke izbran Edward Ochab. Na Poljskem so se hitro začeli socialni nemiri in reformistični podvigi. Na tisoče političnih zapornikov je bilo izpuščenih in veliko ljudi, ki so bili prej preganjani, je bilo uradno rehabilitiranih. Delavski nemiri v Poznanju junija 1956 so bili nasilno zatrti, a so povzročili nastanek reformistične struje znotraj komunistične partije.
V partijskem vodstvu je prišlo do preobrata, znanega kot poljski oktober 1956. Režim pod vodstvom Vladislava Gomulke, novega prvega sekretarja PZDP, je ohranil večino tradicionalnih komunističnih gospodarskih in socialnih ciljev, vendar je liberaliziral notranje življenje na Poljskem. Odvisnost od Sovjetske zveze se je nekoliko omilila, odnosi države s Cerkvijo in katoliškimi laičnimi aktivisti pa so bili postavljeni na nove temelje.> Sporazum s Sovjetsko zvezo o repatriaciji je omogočil repatriacijo več sto tisoč Poljakov, ki so bili še vedno v sovjetskih rokah, vključno s številnimi nekdanjimi političnimi zaporniki.  Prizadevanja za kolektivizacijo so bila opuščena. Kmetijska zemljišča so za razliko od drugih držav vzhodnega bloka ostala večinoma v zasebni lasti kmečkih družin. Državno predpisane količine kmetijskih proizvodov po fiksnih, umetno nizkih odkupnih cenah, so bile zmanjšane in leta 1972 odpravljene.
Državnim volitvam leta 1957 je sledilo več let politične stabilnosti, ki sta jo spremljala gospodarska stagnacija in omejevanje reform in reformistov. Ena od zadnjih pobud v kratkem reformnem obdobju je bila cona brez jedrskega orožja v Srednji Evropi, ki jo je leta 1957 predlagal poljski zunanji minister Adam Rapacki.
Kultura v Poljski ljudski republiki, ki je bila v prvem obdobju v različni meri povezana z nasprotovanjem inteligence avtoritarnemu sistemu, se je pod Gomulko in njegovimi nasledniki razvila do sofisticirane ravni. Ustvarjalni proces je bil pogosto ogrožen zaradi državne cenzure, vendar so bila v tem času ustvarjena pomembna dela na področjih književnosti, gledališča, kinematografije in glasbe. Necenzurirane informacije in dela, ki so nastala v emigrantskih krogih, so se prenašala po različnih kanalih. Pariška revija Kultura je razvila konceptualni okvir za obravnavo vprašanj meja in sosedstva bodoče svobodne Poljske, za običajne Poljake je bil najpomembnejši Radio Svobodna Evropa.

### Stagnacija in zlom
Ena od potrditev konca obdobja strpnosti je bila izključitev iz komunistične partije več vidnih "marksističnih revizionistov" v 60. letih dvajsetega stoletja.
Leta 1965 je Poljska škofovska konferenca izdala spravno pismo poljskih škofov nemškim škofom, ki naj bi ozdravilo slaba medsebojna čustva, ostala iz druge svetovne vojne. Leta 1966 so se praznovanja 1000. obletnice pokristjanjevanja Poljske, ki so jih vodili kardinal Stefan Wyszyński in drugi škofje, spremenila v veliko demonstracijo moči in priljubljenosti Katoliške cerkve na Poljskem.
Trend liberalizacije po letu 1956, ki je bil več let v zatonu, se je obrnil marca 1968, ko so bile med poljsko politično krizo leta 1968 zatrte študentske demonstracije. Poljski opozicijski voditelji, intelektualci, akademiki in študenti, delno motivirani z gibanjem praške pomladi, so izkoristili prisilno prekinitev zgodovinsko-domoljubne serije spektakla Dziadytheater v Varšavi kot odskočno desko za proteste, ki so se kmalu razširili v visokošolska središča po vsej državi. Oblasti so se odzvale z velikim zatiranjem opozicijskih dejavnosti, vključno z odpuščanjem profesorjev in študentov na univerzah in drugih izobraževalnih ustanovah. V središču polemike je bilo tudi maloštevilčnost katoliških poslancev v parlamentu (članov društva Znak), ki so poskušali braniti študente.
Vladislav Gomułka je v uradnem govoru opozoril na vlogo judovskih aktivistov v dogajanju, kar je dalo zagon nacionalistični in antisemitski frakciji komunistične stranke, ki jo je vodil Gomułkov politični nasprotnik Mieczysław Moczar. V kontekstu vojaške zmage Izraela v šestdnevni vojni leta 1967 so nekateri politiki v poljskem komunističnem vodstvu vodili antisemitsko kampanjo proti ostankom judovske skupnosti na Poljskem. Tarče kampanje so bile obtožene nelojalnosti in aktivnega sočustvovanja z izraelsko agresijo. Označeni kot "sionisti" so bili krivci za nemire marca 1968, ki so na koncu privedli do izselitve večjega dela preostalega judovskega prebivalstva na Poljskem. Državo je zapustilo približno 15.000 poljskih državljanov.
Z aktivno podporo Gomułkovega režima je Poljska ljudska armada po neuradni razglasitvi doktrine Leonida Brežnjeva sodelovala v zloglasni invaziji Varšavskega pakta na Češkoslovaško avgusta 1968.
Velik dosežek Gomułkove diplomacije je bil podpis Varšavskega sporazuma vlad Poljske in Zahodne Nemčije decembra 1970, ki je normaliziral njune odnose in omogočil smiselno sodelovanje na številnih področjih dvostranskega interesa. Zahodna Nemčija je priznala mejo, začrtano po drugi svetovni vojni med Poljsko in Vzhodno Nemčijo.

### Delavski upori, Gierekove reforme, poljski papež in Solidarnost (1970-1981)
Zvišanje cen osnovnih potrošnih dobrin leta 1970 je sprožilo proteste po celi Poljski. Decembra je prišlo do nemirov in stavk v pristaniških mestih ob Baltskem morju Gdansk, Gdinija in Ščečin, ki so odražali globoko nezadovoljstvo z življenjskimi in delovnimi razmerami v državi. Protesti so bili osredotočeni na območja ladjedelnic v omenjenih obalnih mestih. V policijskih in vojaških akcijah, na splošno pod vodstvom Gomułke in obrambnega ministra Wojciecha Jaruzelskega, je bilo ubitih na desetine protestnikov in mimoidočih. Po teh dogodkih je Gomułko na mestu prvega sekretarja komunistične partije zamenjal Edward Gierek. Novi režim je veljal za bolj modernega, prijaznega in pragmatičnega ter je sprva užival določeno stopnjo podpore ljudstva in tujin
Za oživitev gospodarstva je Gierekov režim od leta 1971 uvedel obsežne reforme, ki so vključevale obsežno zadolževanje v tujini. Ti ukrepi so sprva povzročili izboljšanje razmer za potrošnike, vendar se je v nekaj letih strategija izjalovila in gospodarsko stanje se je poslabšalo. Drugi poskus dviga cen živil je povzročil proteste junija 1976. Delavski obrambni odbor (DOO), ustanovljen kot odgovor na zatiranje, ki je sledilo protestom, je bil sestavljen iz disidentskih intelektualcev, odločenih podpreti industrijske delavce, kmete in študente, ki so jih preganjale oblasti. Opozicijske kroge, aktivne v poznih 70. letih dvajsetega stoletja, so opogumili procesi po Helsinški konferenci.
Oktobra 1978 je krakovski nadškof, kardinal Karol Józef Wojtyła, postal papež Janez Pavel II. in poglavar Katoliške cerkve. Katoličani in drugi so se veselili povišanja Poljaka na položaj papeža in njegov obisk na Poljskem junija 1979 pozdravili z izlivom čustev.
Poljska gospodarska rast, ki so jo spodbujale velike infuzije zahodnih kreditov, je bila v prvi polovici sedemdesetih let ena najvišjih na svetu, vendar je bil velik del izposojenega kapitala porabljen nenamensko, centralno načrtovano gospodarstvo pa novih virov ni moglo učinkovito uporabiti. Naftna kriza leta 1973 je povzročila recesijo in visoke obrestne mere na Zahodu, na kar se je morala poljska vlada odzvati z močnim dvigom domačih potrošniških cen. Naraščajoče breme dolga je v poznih sedemdesetih letih postalo nevzdržno, po letu 1979 pa je nastopila negativna gospodarska rast.
Okoli 1. julija 1980, ko je poljski zunanji dolg znašal več kot 20 milijard dolarjev, je vlada ponovno poskusila zvišati cene mesa. Delavci so se odzvali z vse večjimi prekinitvami dela, ki so dosegle vrhunec v splošnih stavkah leta 1980 v Lublinu. Sredi avgusta so delavski protesti v ladjedelnici Gdańsk povzročili verižno reakcijo stavk, ki so do konca meseca skoraj ohromile baltsko obalo in prvič zaprle večino rudnikov premoga v Šleziji. Medpodjetniški stavkovni odbor je koordiniral stavkovne akcije na več sto mestih in oblikoval 21 zahtev kot osnovo za pogajanja z oblastmi. Stavkovni odbor je bil pri odločanju suveren, a mu je pomagala ekipa "strokovnih" svetovalcev, v kateri so bili znani disidenti Jacek Kuroń, Karol Modzelewski, Bronisław Geremek in Tadeusz Mazowiecki.
31. avgusta 1980 so predstavniki delavcev v ladjedelnici Gdańsk, ki jih je vodil električar in aktivist Lech Wałęsa, z vlado podpisali Gdanski sporazum, ki je končal njihovo stavko. Podobni sporazumi so bili sklenjeni v Ščečinu (Ščečinski sporazum) in Šleziji. Ključno določilo teh sporazumov je bilo zagotavljanje pravice delavcev do ustanavljanja neodvisnih sindikatov in pravice do stavke. Po uspešni rešitvi največjega delavskega spopada v zgodovini komunistične Poljske so državo preplavila nacionalna sindikalna organizirana gibanja.
Edwardu Giereku so Sovjeti očitali, da ni upošteval njihovih "bratskih" nasvetov, da ni podprl komunistične partije in uradnih sindikatov ter dovolil, da so se pojavile antisocialistične sile. 5. septembra 1980 je Giereka na mestu prvega sekretarja PZDP zamenjal Stanisław Kania.
Delegati nastajajočih delavskih odborov iz vse Poljske so se 17. septembra zbrali v Gdansku in se odločili ustanoviti enotno nacionalno sindikalno organizacijo z imenom Solidarność (Solidarnost).
Medtem ko so se sodišča pod nadzorom partije lotila spornih vprašanj pravne registracije Solidarnosti kot sindikata, ki se je končala 10. novembra, se je že začelo načrtovanje uvedbe vojnega stanja. Organizirana je bila vzporedna Kmečka zveza, ki ji je režim močno nasprotoval, vendar je bila na koncu 12. maja 1981 registrirana kot Podeželska solidarnost. V tem času je prišlo do hitrega slabšanja avtoritete komunistične partije, razpada državne oblasti in stopnjevanja zahtev in groženj s strani različnih skupin, povezanih s Solidarnostjo. Po pisanju publicista Jaceka Kurońa je prišlo do "ogromnega gibanja socialne demokratizacije v vseh sferah", ki je ni bilo mogoče zadržati. Wałęsa je imel sestanke s Kanio, ki pa niso prinesli rešitve in zašli v slepo ulico.
Po vrhu Varšavskega pakta v Moskvi je Sovjetska zveza decembra 1980 nadaljevala z obsežnim kopičenjem vojaških enot ob meji s Poljsko. Kania je na srečanju z Leonidom Brežnjevom in drugimi zavezniškimi komunističnimi voditelji odločno nasprotoval zunanji vojaški intervenciji in intervencije ni bilo. Združene države Amerike pod predsednikoma Jimmyjem Carterjem in Ronaldom Reaganom so večkrat opozorile Sovjete na posledice neposredne intervencije za odvračanje odprte vstaje na Poljskem in poljski opoziciji sporočale, da Natove sile ne bodo posredovale.
Februarja 1981 je obrambni minister general Wojciech Jaruzelski prevzel položaj predsednika vlade. Socialni upor Solidarnosti je doslej potekal brez večje uporabe sile, marca 1981 pa je tajna policija v Bydgoszczu pretepla tri aktiviste. V vsedržavni "opozorilni stavki" je 9,5-milijonski sindikat Solidarnost podprlo celotno prebivalstvo, vendar je Wałęsa po poravnavi z vlado 30. marca preklical splošno stavko. Tako Solidarnost kot komunistična partija sta bili močno razdeljeni in Sovjeti so izgubljali potrpljenje. Kania je bil julija na partijskem kongresu ponovno izvoljen za generalnega sekretarja, vendar se je zlom gospodarstva nadaljeval in s tem tudi splošni nered.
Na prvem nacionalnem kongresu Solidarnosti septembra–oktobra 1981 v Gdansku je bil Lech Wałęsa s 55 % glasov izvoljen za nacionalnega predsednika unije. Izdan je bil poziv delavcem drugih vzhodnoevropskih držav, naj gredo po stopinjah Solidarnosti. Za Sovjete je bilo srečanje "antisocialistična in protisovjetska orgija" in poljski komunistični voditelji, ki sta jih vedno bolj vodila Jaruzelski in general Czesław Kiszczak, so bili pripravljeni uporabiti silo.
Oktobra 1981 je bil Jaruzelski imenovan za prvega sekretarja PZDP. Plenum je glasoval s 180 proti 4 in obdržal svoja vladna mesta. Jaruzelski je prosil parlament, naj prepove stavke in mu dovoli izvajanje izrednih pooblastil. Ko nobena od prošenj ni bila odobrena, se je odločil, da vseeno nadaljuje s svojimi načrti.

### Vojno stanje, vladavina Jaruzelskega in konec komunizma (1981–1989)
12.–13. decembra 1981 je režim na Poljskem razglasil vojno stanje, v okviru katerega so bile za zatiranje Solidarnosti uporabljene vojska in posebne policijske enote ZOMO. Sovjetski voditelji so vztrajali, da Jaruzelski umiri opozicijo s silami, ki so mu na voljo, in brez sovjetske vpletenosti. Skoraj vsi voditelji Solidarnosti in številni povezani intelektualci so bili aretirani ali priprti. Med pacifikacijo Wujeka je bilo ubitih devet delavcev. ZDA in druge zahodne države so se odzvale z uvedbo gospodarskih sankcij proti Poljski in Sovjetski zvezi. Nemiri v državi so bili utišani, vendar so se nadaljevali.
V času vojnega stanja je Poljski vladal tako imenovani Vojaški svet narodne rešitve. Odprto ali polodprto komuniciranje opozicije z oblastmi, ki se dogajalo pred razglasitvijo vojnega stanja, je zamenjalo podtalno založništvo. Solidarnost se je zmanjšala na nekaj tisoč podtalnih aktivistov.
Ko je poljski režim dosegel navidezno stabilnosti, je omilil in nato v več fazah preklical vojno stanje. Do decembra 1982 je bilo vojno stanje ukinjeno in majhno število političnih zapornikov, vključno z Wałęso, je bilo izpuščenih. Čeprav se je vojno stanje julija 1983 uradno končalo in je bila uvedena delna amnestija, je nekaj sto političnih zapornikov ostalo v zaporu. Oktobra 1984 so varnostni organi ugrabili in umorili priljubljenega prosolidarnostnega duhovnika Jerzyja Popiełuszka.
Nadaljnji razvoj dogodkov na Poljskem je potekal sočasno z reformističnim gibanjem pod vodstvom Mihaila Gorbačova v Sovjetski zvezi (Glasnost in Perestrojka) in bil pod njegovim vplivom. Septembra 1986 je bila razglašena splošna amnestija in vlada je izpustila skoraj vse politične zapornike. Državi je kljub temu manjkala osnovna stabilnost, saj so spodletela vsa prizadevanja režima, da bi organiziral družbo od zgoraj navzdol, neuspešni pa so bili tudi poskusi opozicije za ustvarjanje "alternativne družbe". Ob nerešeni gospodarski krizi in nedelovanju družbenih institucij sta tako vladajoči establišment kot opozicija začeli iskati izhode iz zastoja. V teh iskanjih je bilo nepogrešljivo posredovanje Katoliške cerkve.
Študentski protesti so se nadaljevali februarja 1988. Nadaljnje gospodarsko nazadovanje je aprila, maja in avgusta povzročilo stavke po vsej državi. Sovjetska zveza, ki je bila tudi sama vse bolj destabilizirana, ni bila pripravljena uporabiti vojaškega ali drugega pritiska, da bi podprla zavezniški režim, ki je bil v težavah. Poljska vlada se je čutila prisiljeno pogajati z opozicijo in septembra 1988 so se v Magdalenki začeli predhodni pogovori z voditelji Solidarnosti. Na številnih srečanjih sta med drugim sodelovala Wałęsa in general Kiszczak. Novembra je režim naredil veliko napako v odnosih z javnostjo, ko je dovolil televizijsko razpravo med Wałęso in Alfredom Miodowiczem, vodjem Vsepoljskega zavezništva sindikatov, uradne poljske sindikalne organizacije. Mučna pogajanja in znotrajstrankarski prepiri so pripeljali do uradnih pogajanj za okroglo mizo leta 1989, ki so jim sledile poljske parlamentarne volitve junija istega leta. Volitve so bile prelomni dogodek, ki je zaznamoval padec komunizma na Poljskem.

## Tretja poljska republika

### Sprememba političnega sistema
Poljski Sporazum za okroglo mizo je bil poziv k lokalni samoupravi, politiki jamstva za delovna mesta, legalizaciji neodvisnih sindikatov in številnim obsežnim reformam. Tedanji parlament (Sejm) je takoj začel uresničevati dogovore in se strinjal z državnozborskimi volitvami, ki so bile razpisane za 4. in 18. junij 1989. V spodnjem domu nacionalnega zakonodajnega telesa (Sejm) je bilo prostih 35% sedežev, ostalih 65% pa je bilo rezerviranih za komuniste in njihove pristaše. V gornjem domu (Senat) so bili prosti vsi sedeži.
Neuspeh komunistov na volitvah, skoraj vse mandate je dobila opozicija, je povzročil politično krizo. Nova aprilska novela k ustavi je zahtevala ponovno vzpostavitev poljskega predsedstva in 19. julija je državni zbor na to mesto izvolil komunističnega voditelja generala Wojciecha Jaruzelskega. Njegova izvolitev, ki je takrat veljala za politično nujno, je bila komajda izvedena s tiho podporo nekaterih poslancev Solidarnosti, položaj novega predsednika pa ni bil močan. Poleg tega je nepričakovana dokončnost rezultatov parlamentarnih volitev ustvarila novo politično dinamiko in poskusi komunistov, da bi sestavili vlado, so propadli.
19. avgusta je predsednik Jaruzelski pozval novinarja in aktivista Solidarnosti Tadeusza Mazowieckega, naj sestavi vlado. 12. septembra je Sejm izglasoval odobritev predsednika vlade Mazowieckega in njegovega kabineta. Mazowiecki se je odločil, da bo gospodarsko reformo v celoti prepustil ekonomskim liberalcem, ki jih je vodil novi podpredsednik vlade Leszek Balcerowicz. Slednji je nadaljeval z oblikovanjem in izvajanjem svoje politike "šok terapije". Prvič v povojni zgodovini je Poljska dobila vlado, ki so jo vodili nekomunisti, kar je bil precedens, ki so mu kmalu sledile druge države vzhodnega bloka v procesu, znanem kot revolucije leta 1989. Mazowiecki je odločil, da v državi ne bo "lova na čarovnice", se pravi maščevanja ali izključitve iz politike nekdanjih komunističnih uradnikov.
Inflacija je do konca leta 1989 dosegla 900 %, delno tudi zaradi poskusa indeksacije plač, a so jo kmalu rešili z radikalnimi metodami. Decembra 1989 je Sejm potrdil Balcerowiczev načrt za hitro preoblikovanje poljskega gospodarstva iz centralno načrtovanega v prosto tržno gospodarstvo. Ustava Poljske ljudske republike je bila spremenjena, da bi odpravila sklicevanja na "vodilno vlogo komunistične partije", država pa se je preimenovala v Republiko Poljsko. 
Komunistična Poljska združena delavska stranka se je januarja 1990 razpustila. Namesto nje je bila ustanovljena nova stranka, Socialna demokracija Republike Poljske. Teritorialna samouprava, ki je bila odpravljena leta 1950, je bila ponovno uzakonjena marca 1990. Vodili so jo lokalni izvoljeni funkcionarji. Njena temeljna enota je bila upravno samostojna gmina (skupnost).
Oktobra 1990 je bila ustava spremenjena, da bi skrajšala mandat predsednika Jaruzelskega. Novembra 1990 je bil z združeno Zvezno republiko Nemčijo podpisan nemško-poljski mejni sporazum.
Novembra je bil za predsednika republike s petletnim mandatom izvoljen Lech Wałęsa kot prvi javno izvoljeni predsednik Poljske. Prve svobodne parlamentarne volitve na Poljskem so bile oktobra 1991. V novi Sejm je vstopilo 18 strank, vendar je najbolj zastopana dobila le 12 % vseh glasov.

### Demokratična ustava, članstvo v Natu in Evropski uniji
Med volitvami leta 1989 in volitvami leta 1993 je bilo več postsolidarnostnih vlad, potem pa so oblast prevzele "postkomunistične" levičarske stranke.  Leta 1993 je Poljsko zapustila nekdanja sovjetska Severna skupina sil, ostanek preteklega Varšavskega pakta.
Leta 1995 je bil za predsednika republike izvoljen Aleksander Kwaśniewski iz Socialdemokratske stranke in ostal na tem položaju dva mandata (deset let).
Leta 1997 je bila dokončana nova poljska ustava in potrjena na referendumu. Nadomestila je Malo ustavo iz leta 1992, ki je bila nekoliko spremenjena različica komunistične ustave.
Poljska se je leta 1999 pridružila Natu. Enote poljske vojske so od takrat sodelovale v vojnah v Iraku in Afganistanu. Poljska se je Evropski uniji pridružila v okviru njene širitve leta 2004, vendar ni sprejela evra kot svoje valute in zakonitega plačilnega sredstva, temveč je obdržala poljski zlot.
Aprila 2010 so v letalski nesreči v Smolensku umrli poljski predsednik Lech Kaczynski in več deset najvišjih političnih in vojaških voditeljev države.
Leta 2015 je na poljskih parlamentatnih volitvah zmagala konservativna stranka Zakon in pravičnost. Od takrat se je poljska vlada večkrat spopadla z institucijami EU, predvsem glede reforme pravosodja. Evropska komisija in Evropski parlament sta jo obtožila tudi spodkopavanja "evropskih vrednot" in erozije demokratičnih standardov. Poljska vlada, ki jo še vedno vodi stranka Zakon in pravičnost, je vztrajala, da so bile reforme potrebne zaradi razširjenosti korupcije v poljskem pravosodju in stalne prisotnosti sodnikov iz komunistične dobe.
Oktobra 2019 je na parlamentarnih volitvah ponovno zmagala vladajoča stranka Zakon in pravičnost (PiS) in obdržala večino v spodnjem domu. Druga je bila sredinska državljanska koalicija (KO). Vlada premierja Mateusza Morawieckega nadaljuje politiko prejšnje vlade. Vodja PiS Jarosław Kaczyński je veljal za najmočnejšo politično osebnost na Poljskem, čeprav ni bil član vlade.
Julija 2020 je bil ob podpori PiS za predsednika republike ponovno izvoljen Andrzej Duda.

### Citirani viri
- Applebaum, Anne (2012). Iron Curtain: The Crushing of Eastern Europe 1944–56. London: Penguin Books. ISBN 978-0-713-99868-9.
- Barker, Philip W. (2008). Religious Nationalism in Modern Europe: If God be for Us. Abingdon and New York, NY: Routledge. ISBN 978-0-415-77514-4.
- Berghahn, Volker R. (1999). »Germans and Poles, 1871–1945«. In Keith Bullivant, Geoffrey J. Giles and Walter Pape, eds., Germany and Eastern Europe: Cultural Identities and Cultural Differences (pp. 15–46). Yearbook of European Studies. Amsterdam: Rodopi. ISBN 978-9-042-00688-1.
- Biskupski, M. B. (1987). »Paderewski, Polish Politics, and the Battle of Warsaw, 1920«. Slavic Review. 46 (¾): 503–512. doi:10.2307/2498100. JSTOR 2498100.
- Biskupski, Mieczysław B. B. (2003). Ideology, Politics, and Diplomacy in East Central Europe. Rochester: University of Rochester Press. ISBN 1-58046-137-9.
- Bogucka, Teresa (6. november 2013), Ostatni, chłopi nowoczesnej Europy [The last ones, peasants of modern Europe], Gazeta Wyborcza, pridobljeno 29. oktobra 2015
- Brzoza, Czesław (2001). Polska w czasach niepodległości i II wojny światowej (1918–1945) [Poland in Times of Independence and World War II (1918–1945)]. Kraków: Fogra. ISBN 978-8-385-71961-8.
- Brzoza, Czesław; Sowa, Andrzej Leon (2009). Historia Polski 1918–1945 [History of Poland 1918–1945]. Kraków: Wydawnictwo Literackie. ISBN 978-83-08-04125-3.
- Burant, Stephen R. (1985), The January Uprising of 1863 in Poland: Sources of Disaffection and the Arenas of Revolt, European History Quarterly 15#2
- Burnetko, Krzysztof (24. november 2009), Gwałt i ratunek [Rape and rescue], polityka.pl, pridobljeno 29. oktobra 2015
- Buszko, Józef (1986). Historia Polski 1864–1948 [History of Poland 1864–1948]. Warsaw: Polish Scientific Publishers PWN. ISBN 83-01-03732-6.
- Chodakiewicz, Marek Jan (2004). »The Warsaw Rising 1944: Perception and Reality«. Paper for the 62nd Annual Meeting of the Polish Institute of Arts and Sciences of America, 4–5. junij 2004. Arhivirano iz prvotnega spletišča dne 10. marca 2021. Pridobljeno 20. oktobra 2013.
- Czubiński, Antoni (1988). Józef Piłsudski i jego legenda [Józef Piłsudski and his legend]. Warsaw: Polish Scientific Publishers PWN. ISBN 83-01-07819-7.
- Czubiński, Antoni (2009). Historia drugiej wojny światowej 1939–1945 [The History of World War II 1939–1945]. Poznań: Dom Wydawniczy REBIS. ISBN 978-83-7177-546-8.
- Czubiński, Antoni (2012). Historia Polski XX wieku [The History of Poland of the 20th Century]. Poznań: Wydawnictwo Nauka i Innowacje. ISBN 978-83-63795-01-6.
- Czubaty, Jarosław (2009). »'What is to be Done When the Motherland Has Died?' The Moods and Attitudes of Poles After the Third Partition, 1795–1806«. Central Europe. 7 (2): 95–109. doi:10.1179/147909609X12490447533968. S2CID 145672423.
- Daszczyński, Roman (20. december 2013), Po wojnie światowej wojna domowa [The civil war that followed the world war], Gazeta Wyborcza, pridobljeno 29. oktobra 2015
- Davies, Norman (1996). Europe: A History. Oxford: Oxford University Press. ISBN 978-0-198-20171-7.
- Davies, Norman (2001). Heart of Europe: A Short History of Poland (New izd.). Oxford: Oxford University Press. ISBN 978-0-192-85152-9.
- Davies, Norman (2005a). God's Playground: A History of Poland, Volume I (2nd izd.). Oxford: Oxford University Press. ISBN 978-0-231-12817-9.
- Davies, Norman (2005b). God's Playground: A History of Poland, Volume II (2nd izd.). Oxford: Oxford University Press. ISBN 978-0-199-25340-1.
- Davies, Norman (1986). »Poland's Multicultural Heritage« (PDF). Hokkaido University, Acta Slavica Iaponica 4. Arhivirano iz prvotnega spletišča (PDF) dne 29. novembra 2014. Pridobljeno 11. maja 2015.
- Derwich, Marek; Żurek, Adam, ur. (2002). U źródeł Polski (do roku 1038) [Foundations of Poland (until year 1038)]. Wrocław: Wydawnictwo Dolnośląskie. ISBN 83-7023-954-4.
- Domagalik, Małgorzata (Oktober 2011), Polskość noszę z sobą w plecaku [I carry Polishness with me in the backpack (a conversation with Jan T. Gross)], Pani styl.pl, arhivirano iz prvotnega spletišča dne 24. julija 2013, pridobljeno 29. oktobra 2015
- Drzewieniecki, Walter M. (1981). »The Polish Army on the Eve of World War II«. The Polish Review. 26 (3): 54–64. JSTOR 25777834.
- Dudek, Antoni (2007). Historia polityczna Polski 1989–2005 [A Political History of Poland 1989–2005]. Kraków: Wydawnictwo ARCANA. ISBN 978-83-89243-29-4.
- Duraczyński, Eugeniusz (2012). Stalin. Twórca i dyktator supermocarstwa [Stalin: the creator and dictator of a superpower]. Warsaw: Akademia Humanistyczna im. Aleksandra Gieysztora. ISBN 978-83-7549-150-0.
- Friedrich, Karin (2012). Brandenburg-Prussia, 1466–1806: The Rise of a Composite State. Basingstoke: Palgrave Macmillan. ISBN 978-0-230-53565-7.
- Garlicki, Andrzej (4. november 2009), Wybrać, jak trzeba [Elect as needed], Polityka, pridobljeno 29. oktobra 2015

- Garlicki, Andrzej (19. april 2008), Bereza, polski obóz koncentracyjny [Bereza, a Polish concentration camp], Gazeta Wyborcza, pridobljeno 29. oktobra 2015
- Gawryszewski, Andrzej (2005). Ludność Polski w XX wieku [The Population of Poland in the 20th Century]. Warsaw: Polska Akademia Nauk. ISBN 83-87954-66-7.
- Gella, Aleksander (1989). Development of Class Structure in Eastern Europe: Poland and Her Southern Neighbours. Albany, NY: SUNY Press. ISBN 978-0-887-06833-1.
- Gierowski, Józef (1986a). Historia Polski 1505–1764 [History of Poland 1505–1764]. Warsaw: PWN. ISBN 83-01-03732-6.
- Gierowski, Józef (1986b). Historia Polski 1764–1864 [History of Poland 1764–1864]. Warsaw: PWN. ISBN 83-01-03732-6.
- Henig, Ruth (10. marec 2011). »Versailles and Peacemaking«. BBC. Pridobljeno 30. avgusta 2018.
- Herbst, Stanisław (1969). »Tadeusz Kościuszko«. Polski Słownik Biograficzny, 439 pages (v poljščini). Zv. 14. Warszawa: Instytut Historii (Polska Akademia Nauk).
- Holdsworth, Nick (18. oktober 2008). »Stalin 'planned to send a million troops to stop Hitler if Britain and France agreed pact'«. Daily Telegraph. Pridobljeno 20. oktobra 2013.
- J.P. (31. julij 2010). »The Warsaw Rising: Was it all worth it?«. Eastern approaches. The Economist. Pridobljeno 20. oktobra 2013.
- Kalicki, Włodzimierz (23. avgust 2009), Norman Davies: W 1939 r. Polacy się świetnie spisali [Norman Davies: In 1939, the Poles performed exceedingly well], Gazeta Wyborcza, pridobljeno 29. oktobra 2015
- Kemp-Welch, A. (2008). Poland under Communism: A Cold War History. Cambridge: Cambridge University Press. ISBN 978-0-521-71117-3.
- Kirchmayer, Jerzy (1970). Powstanie Warszawskie [The Warsaw Uprising] (6th izd.). Warsaw: Książka i Wiedza.
- Kochanski, Halik (2012). The Eagle Unbowed: Poland and the Poles in the Second World War. Cambridge, MA: Harvard University Press. ISBN 978-0-674-06814-8.
- Kolko, Joyce; Kolko, Gabriel (1972). The Limits of Power: The World and United States Foreign Policy, 1945–1954. New York, NY: Harper & Row.
- Kozaczuk, Wladyslaw; Straszak, Jerzy (2004). Enigma: How the Poles Broke the Nazi Code. New York, NY: Hippocrene Books. ISBN 978-0-781-80941-2.
- Kuczyński, Piotr (3. januar 2014), TINA to fałsz [TINA is falsehood], Gazeta Wyborcza, pridobljeno 29. oktobra 2015
- Langenbacher, Eric (2009). »Ethical Cleansing?: The Expulsion of Germans from Central and Eastern Europe«. In Nicholas A. Robins and Adam Jones, eds., Genocides by the Oppressed: Subaltern Genocide in Theory and Practice (pp. 58–83). Bloomington, IN: Indiana University Press. ISBN 978-0253353092.
- Leszczyński, Adam (7. september 2012), Polacy wobec Holocaustu [Poles and the Holocaust (a conversation with Timothy Snyder)], Gazeta Wyborcza, pridobljeno 30. oktobra 2015
- Leszczyński, Adam (20. december 2013), Zdobycie władzy [The attainment of power (a conversation with Jerzy Eisler)], Gazeta Wyborcza, pridobljeno 30. oktobra 2015
- Leszczyński, Adam (17. januar 2015), Okupacja, której nie było [The occupation that didn't happen], Gazeta Wyborcza, pridobljeno 30. oktobra 2015
- Lukowski, Jerzy; Zawadzki, Hubert (2006). A Concise History of Poland (2nd izd.). Cambridge: Cambridge University Press. ISBN 978-0-521-61857-1.
- Maciorowski, Mirosław (20. december 2010), Kresowianie nie mieli wyboru, musieli jechać na zachód [The eastern lands inhabitants had no choice, had to move west (a conversation with Grzegorz Hryciuk)], Gazeta Wyborcza, arhivirano iz prvotnega spletišča dne 30. oktobra 2014, pridobljeno 30. oktobra 2015
- MacMillan, Margaret (2002). Paris 1919: Six Months That Changed the World. New York, NY: Random House. ISBN 978-0-375-50826-4.
- Motyka, Grzegorz (2011). Od rzezi wołyńskiej do akcji "Wisła" [From the Wołyń massacre to Operation Vistula].
- Naimark, Norman M. (2010). Stalin's Genocides. Princeton, NJ: Princeton University Press. ISBN 978-0-691-14784-0.
- Ost, David (1990). Solidarity and the Politics of Anti-Politics. Philadelphia, PA: Temple University Press. ISBN 978-0-877-22655-0.
- Overy, Richard (2010). The Times Complete History of the World (8th izd.). London: Times Books. ISBN 978-0007315697.
- Pilawski, Krzysztof (1. november 2009), Ziemia dla chłopów [Land for the peasants], Przegląd (43/2009), arhivirano iz prvotnega spletišča dne 13. novembra 2014, pridobljeno 30. oktobra 2015
- Piętka, Bohdan (1. junij 2016), Krwawe strajki w II RP [Bloody strikes in the II Republic], Przegląd (22/2016), arhivirano iz prvotnega spletišča dne 8. septembra 2023, pridobljeno 16. junija 2016
- Prażmowska, Anita (2010). Poland: A Modern History. London: I.B.Tauris. ISBN 978-1-848-85273-0.
- Prażmowska, Anita (2011). A History of Poland (2nd izd.). Basingstoke and New York, NY: Palgrave Macmillan. ISBN 978-0-230-25236-3.
- Radzilowski, John (2007). A Traveller's History of Poland (2nd izd.). Northampton, MA: Interlink Publishing. ISBN 978-1-566-56655-1.
- Sharp, Tony (1977). »The Origins of the 'Teheran Formula' on Polish Frontiers«. Journal of Contemporary History. 12 (2): 381–393. doi:10.1177/002200947701200209. JSTOR 260222. S2CID 153577101.
- Sowa, Andrzej Leon (2011). Historia polityczna Polski 1944–1991 [A Political History of Poland 1944–1991]. Kraków: Wydawnictwo Literackie. ISBN 978-83-08047-69-9.
- Snyder, Timothy (1999). »'To resolve the Ukrainian Problem Once and for All': The Ethnic Cleansing of Ukrainians in Poland, 1943–1947«. Journal of Cold War Studies. 1 (2): 86–120. doi:10.1162/15203979952559531. S2CID 57564179.
- Snyder, Timothy (2003). The Reconstruction of Nations: Poland, Ukraine, Lithuania, Belarus, 1569–1999. New Haven, CT: Yale University Press. ISBN 978-0-300-10586-5.
- Snyder, Timothy (2009). »Holocaust: The Ignored Reality«. The New York Review of Books. 56 (12).
- Snyder, Timothy (2010). Bloodlands: Europe Between Hitler and Stalin. London: The Bodley Head. ISBN 978-0-224-08141-2.
- Stelmachowski, Andrzej (2011). Kształtowanie się ustroju III Rzeczypospolitej [The Formation of the Third Republic System]. Warsaw: Łośgraf. ISBN 978-83-62726-06-6.
- Szeląg, Jan (1968). 13 lat i 113 dni [13 years and 113 days]. Warsaw: Czytelnik.
- Mielnik-Sikorska, Marta;  in sod. (2013), »The History of Slavs Inferred from Complete Mitochondrial Genome Sequences«, PLOS ONE, 8 (1): e54360, Bibcode:2013PLoSO...854360M, doi:10.1371/journal.pone.0054360, PMC 3544712, PMID 23342138
- United States Holocaust Memorial Museum. »Polish victims«. Pridobljeno 20. oktobra 2013.
- Szyc, Sylwia (6. avgust 2012), Co naprawdę stało się z generałem Zagórskim? [What really happened to General Zagórski?], Historia.org.pl, pridobljeno 20. junija 2018
- Walenciak, Robert (27. december 2017), Celem PiS jest władza, której nie odda [The goal of PiS is power that it will not relinquish], Przegląd (52/938), pridobljeno 2. februarja 2018[mrtva povezava]
- Wasilewski, Krzysztof (26. avgust 2012), Główny propagator kapitalizmu [The main propagator of capitalism], Przegląd (34/2012), arhivirano iz prvotnega spletišča dne 23. oktobra 2013, pridobljeno 30. oktobra 2015
- Wasilewski, Krzysztof (28. oktober 2012), Rozliczanie piłsudczyków [Calling Piłsudski's men to account], Przegląd (43/2012), pridobljeno 30. oktobra 2015
- Weinberg, Gerhard L. (2005). A World at Arms: A Global History of World War II (2nd izd.). Cambridge: Cambridge University Press. ISBN 978-0-521-61826-7.
- Wereszycki, Henryk (1990). Historia polityczna Polski 1864–1918 [Political history of Poland 1864–1918]. Wrocław: Ossolineum. ISBN 83-04-03424-7.
- Wieliński, Bartosz T. (1. september 2011), Wrzesień '39. Wojna zaczęła się dwa lata później? [September 1939. The war began two years later? (a conversation with German historian Jochen Böhler)], Gazeta Wyborcza, pridobljeno 30. oktobra 2015
- Williams, Brian Glyn (2013). The Sultan's Raiders: The Military Role of the Crimean Tatars in the Ottoman Empire (PDF). Washington, D.C.: The Jamestown Foundation. Arhivirano iz prvotnega spletišča (PDF) dne 21. oktobra 2013. Pridobljeno 21. oktobra 2013.
- Wodecka, Dorota (8. november 2013), Polska urojona [Imaginary Poland (a conversation with Jan Sowa)], Gazeta Wyborcza, pridobljeno 31. oktobra 2015
- Wołk-Łaniewska, Agnieszka (20. januar 2018), Mamy przechlapane. Rozmowa z prof. Karolem Modzelewskim [We've got it all screwed up. A conversation with Prof. Karol Modzelewski], Strajk.eu, pridobljeno 2. februarja 2018
- Wroński, Paweł (1. marec 2013), Dzień Żołnierzy Wyklętych. Cywilny opór czy III wojna? Rozmowa z dr hab. Rafałem Wnukiem [The day of cursed soldiers. Civil resistance or World War III? A conversation with Professor Rafał Wnuk], Gazeta Wyborcza, pridobljeno 31. oktobra 2015
- Wyrozumski, Jerzy (1986). Historia Polski do roku 1505 [History of Poland until 1505]. Warsaw: Polish Scientific Publishers PWN. ISBN 83-01-03732-6.
- Zamoyski, Adam (1994). The Polish Way: A Thousand Year History of the Poles and Their Culture. New York, NY: Hippocrene Books. ISBN 978-0-781-80200-0.
- Maciorowski, Mirosław (17. marec 2018), Prof. Jan Grabowski: Pomagaliśmy Niemcom zabijać Żydów [Prof. Jan Grabowski: We helped the Germans kill Jews], Gazeta Wyborcza, pridobljeno 19. marca 2018
- Zasuń, Rafał (27. avgust 2009), Jak Polacy i Rosjanie młócą historię [How the Poles and the Russians thresh history], wiadomosci.gazeta.pl, pridobljeno 31. oktobra 2015
- Zdrada, Jerzy (27. januar 2010), Powstanie styczniowe po 147 latach [January Uprising after 147 years], Polityka, pridobljeno 31. oktobra 2015
- Zgórniak, Marian; Łaptos, Józef; Solarz, Jacek (2006). Wielka historia świata, tom 11, wielkie wojny XX wieku (1914–1945) [The Great History of the World, vol. 11: Great Wars of the 20th century (1914–1945)]. Kraków: Fogra. ISBN 83-60657-00-9.
- Zubrzycki, Geneviève (15. september 2006). The Crosses of Auschwitz: Nationalism And Religion in Post-communist Poland. Chicago: University of Chicago Press. ISBN 978-0-226-99304-1. Pridobljeno 5. aprila 2012.

### Drugi viri
- Biskupski, M. B. The History of Poland. Greenwood, 2000. online edition Arhivirano 2008-02-13 na Wayback Machine.
- Dabrowski, Patrice M. Poland: The First Thousand Years. Northern Illinois University Press, 2016.  ISBN 978-0875807560.
- Frucht, Richard. Encyclopedia of Eastern Europe: From the Congress of Vienna to the Fall of Communism. Garland Pub., 2000. online edition Arhivirano 2010-03-18 na Wayback Machine.
- Oskar Halecki. History of Poland. New York: Roy Publishers, 1942. New York: Barnes and Noble, 1993.  ISBN 0-679-51087-7.
- Kenney, Padraic. "After the Blank Spots Are Filled: Recent Perspectives on Modern Poland." Journal of Modern History 79, Number 1, March 2007. str. 134–161.
- Kieniewicz, Stefan. History of Poland. Hippocrene Books, 1982, ISBN 0-88254-695-3.
- Kloczowski, Jerzy. A History of Polish Christianity. Cambridge U. Pr., 2000.
- Lerski, George J. Historical Dictionary of Poland, 966–1945. Greenwood, 1996. online edition Arhivirano 2008-02-13 na Wayback Machine.
- Leslie, R. F. in drugi. The History of Poland since 1863. Cambridge U. Press, 1980.
- Lewinski-Corwin, Edward Henry. The Political History of Poland (1917). online at books.google.com
- Litwin Henryk. Central European Superpower, BUM , 2016.
- Iwo Cyprian Pogonowski. Poland: An Illustrated History. New York: Hippocrene Books, 2000. ISBN 0-7818-0757-3.
- Pogonowski, Iwo Cyprian. Poland: A Historical Atlas. Hippocrene, 1987.
- Radzilowski, John. A Traveller's History of Poland, Northampton, Massachusetts: Interlink Books, 2007. ISBN 1-56656-655-X.
- Reddaway, W. F., Penson, J. H., Halecki, O., and Dyboski, R. (ur.). The Cambridge History of Poland, 2 vols. Cambridge: Cambridge University Press, 1941 (1697–1935), 1950 (to 1696). New York: Octagon Books, 1971. online edition vol 1 to 1696 Arhivirano 2008-02-13 na Wayback Machine., old fashioned but highly detailed
- Roos, Hans. A History of Modern Poland (1966).
- Sanford, George. Historical Dictionary of Poland. Scarecrow Press, 2003.
- Wróbel, Piotr. Historical Dictionary of Poland, 1945–1996. Greenwood, 1998.
- Zamoyski, Adam. Poland: A History. Hippocrene Books, 2012. ISBN 978-0781813013.
- Aleksander Gieysztor in drugi. History of Poland. Varšava: PWN, 1968.
- [Stefan Kieniewicz in drugi.  History of Poland. Varšava: PWN, 1979.
- Jerzy Topolski. An Outline History of Poland. Varšava: Interpress Publishers, 1986. ISBN 83-223-2118-X.
- Dariusz Banaszak, Tomasz Biber, Maciej Leszczyński. An Illustrated History of Poland.  Poznań: Publicat, 2008.  ISBN 978-83-245-1587-5.
- Stanisław Kołodziejski, Roman Marcinek, Jakub Polit. Poland: History of Poland. Wydawnictwo Ryszard Kluszczyński, 2005, 2009. ISBN 83-7447-018-6.